# Ẩm thực Áo

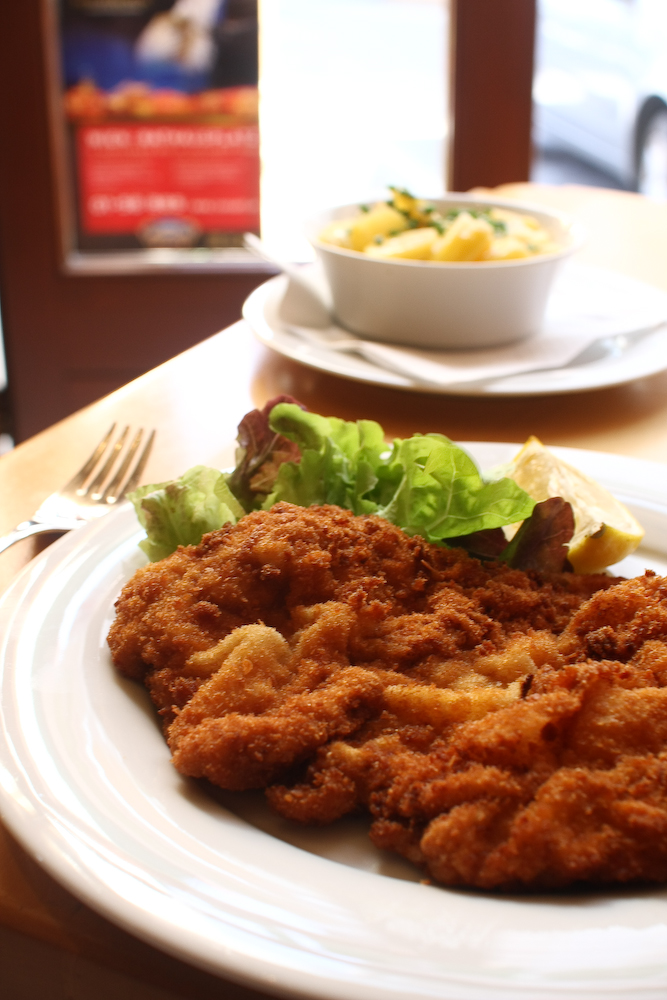
Wiener Schnitzel, một món ăn truyền thống của Áo làm từ thịt không xương được làm mỏng bằng một cái vồ, và tẩm bột chiên giòn, trứng, bột mì rồi rán

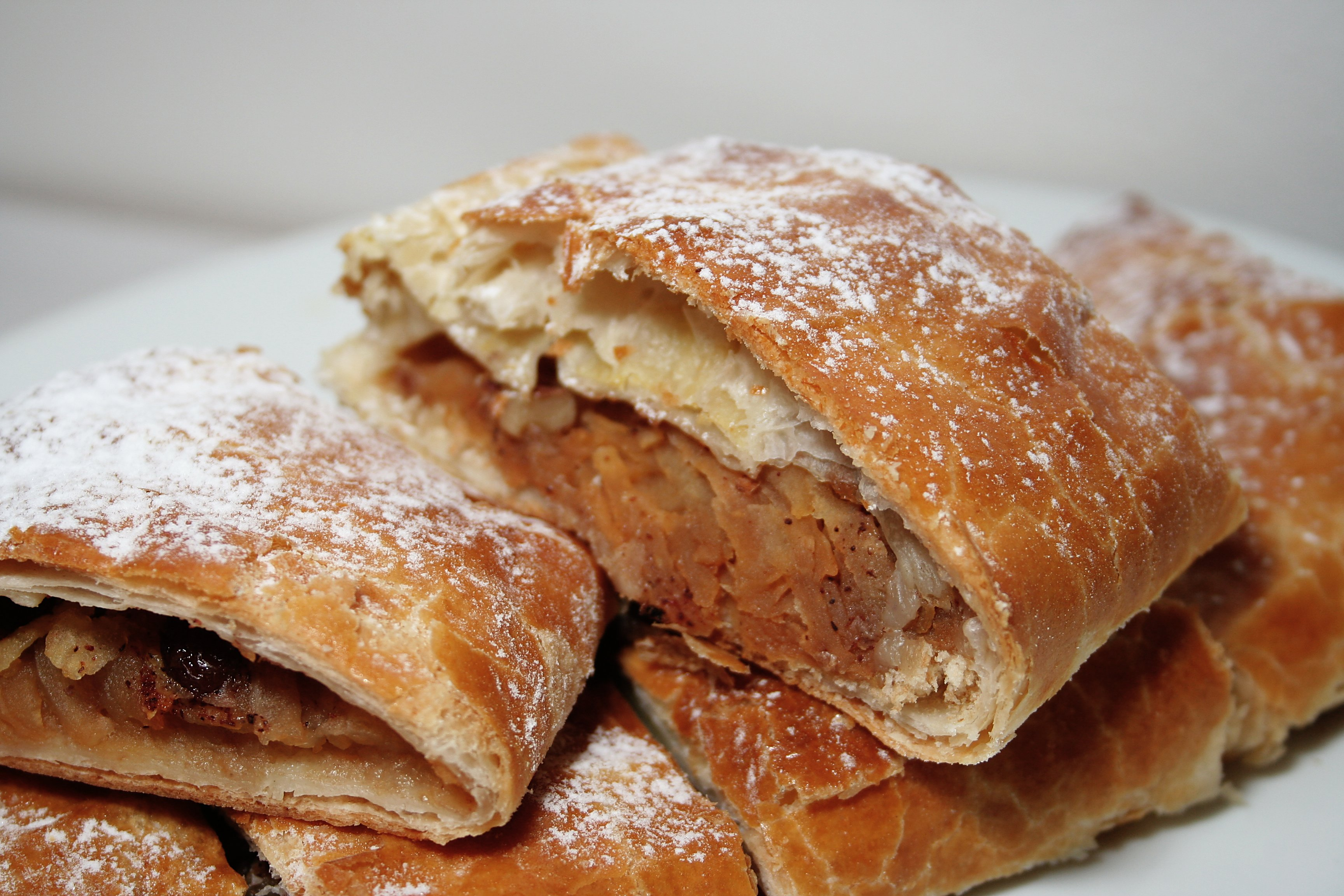
Apfelstrudel

Ẩm thực Áo là loại ẩm thực có nguồn gốc từ Áo và bao gồm sự ảnh hưởng từ Đế quốc Áo-Hung trước đó. Ảnh hưởng vùng miền từ Ý, Hungary, Bohemia, Đức và Balkan đã có một tác động lên cách nấu ăn của người Áo, và đổi lại sự hợp nhất của các phong cách ảnh hưởng toàn bộ đất nước.
Ẩm thực Áo thường gắn liền với ẩm thực Viên, nhưng có thêm biến thể địa phương.

## Bữa ăn
Bữa sáng thường bao gồm bánh cuộn Kaiser với mứt hoặc thịt nguội và phô mai, kèm theo cà phê, trà hoặc nước trái cây. Bữa trưa theo truyền thống là bữa trong ngày, nhưng ở thời hiện đại nó không đúng nữa vì người Áo làm việc nhiều hơn và xa nhà hơn. Bữa ăn chính bây giờ là bữa tối.
Bữa ăn nhẹ giữa buổi sáng hoặc giữa buổi chiều với một lát bánh phủ pho mát hoặc giăm bông được gọi là Jause.

### Món ăn phổ biến của Viên

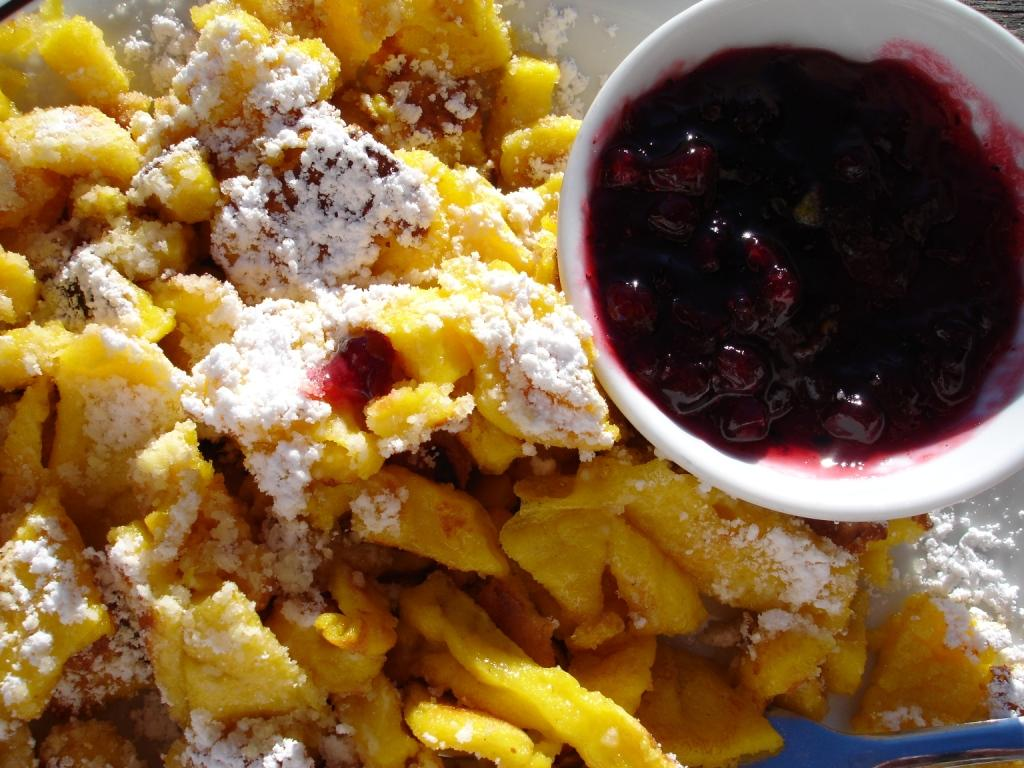
Kaiserschmarrn với nước sốt nam việt quất

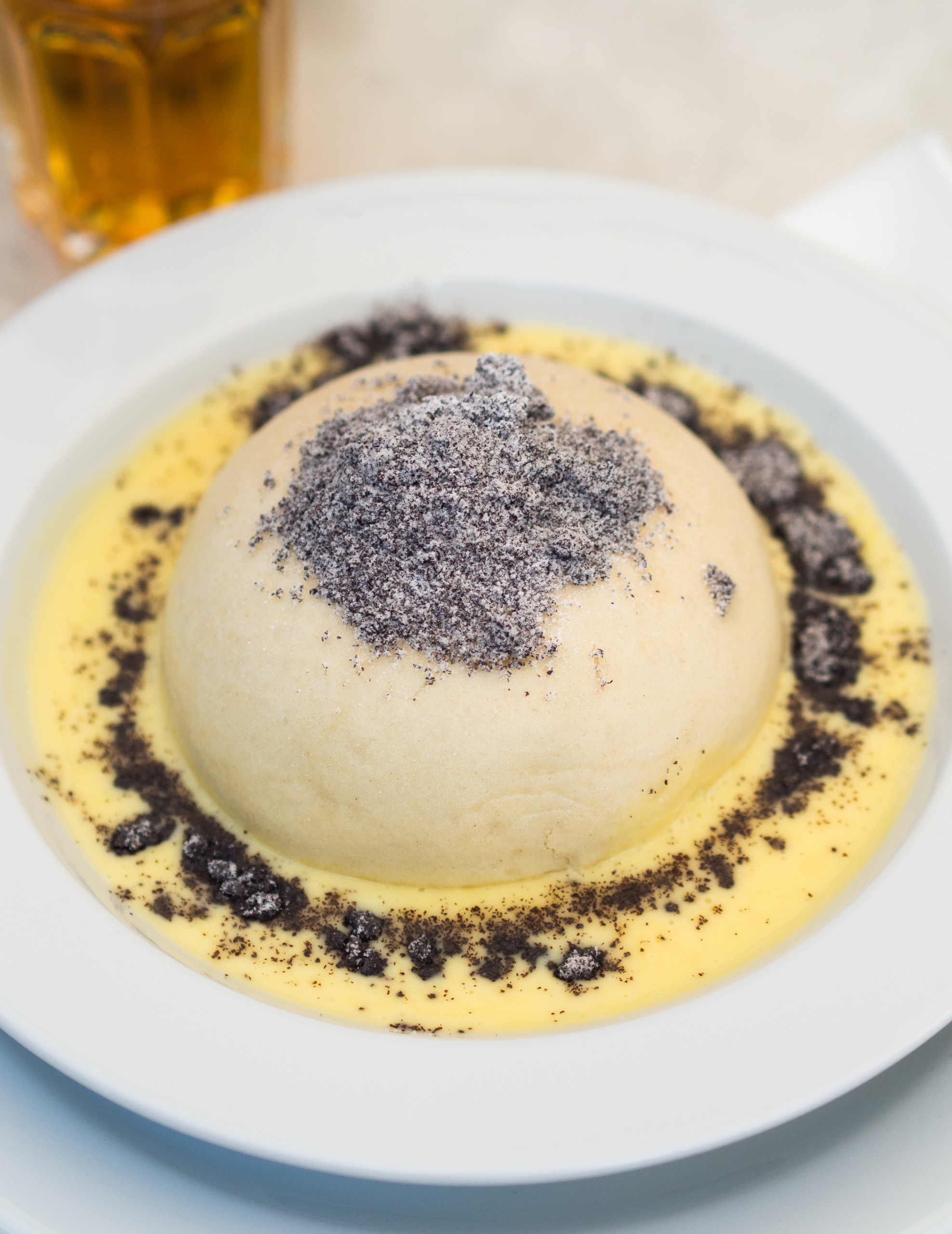
Germknödel với nước sốt vani

- Rindsuppe (súp thịt bò) một loại súp trong với màu vàng
- Tafelspitz,[2] thịt bò luộc trong nước dùng, thường được phục vụ sốt horseradish (nước sốt có lạc) và nước sốt hẹ.
- Gulasch (goulash),[3]:21 một loaị lẩu tương tự như pörkölt của Hungary – goulash của Áo thường được ăn với cuốn, bánh mì hay bánh hấp (Semmelknödel)
- Beuschel (ra-gu phổi và tim)
- Liptauer,:135 cay phó mát, ăn một miếng bánh mì
- Selchfleisch (thịt hun khói nấu) với dưa cải đức và bánh hấp.
- Powidl một loại mức đặc ngọt làm từ mận
- Apfelstrudel, bánh táo
- Topfenstrudel, kem phô mai strudel
- Millirahmstrudel, sữa, kem, strudel
- Palatschinken, bánh kếp tương tự với bánh kếp Pháp với nhân mứt và rắc đường. Chúng cũng có phiên bản mặc với rau chân vịt và pho mát
- Kaiserschmarrn, bánh kếp mềm chia thành miếng rang qua trong chảo, được phục vụ với mứt quả compote, nước sốt táo hoặc mận hầm.
- Germknödel, bánh bột hấp mềm nhân mận (Powidl), trang trí với bơ chảy và một hỗn hợp các hạt và đường, đôi khi được phục vụ với kem vani.
- Marillenknödel, bánh hấp mềm nhồi mơ và được phủ với streusel và đường bột. Bột nhào được làm từ khoai tây hoặc Topfen.
- Saftgulasch, còn được gọi là goulash Áo, là một món ăn truyền thống Hungary theo kiểu Áo.

## Thịt

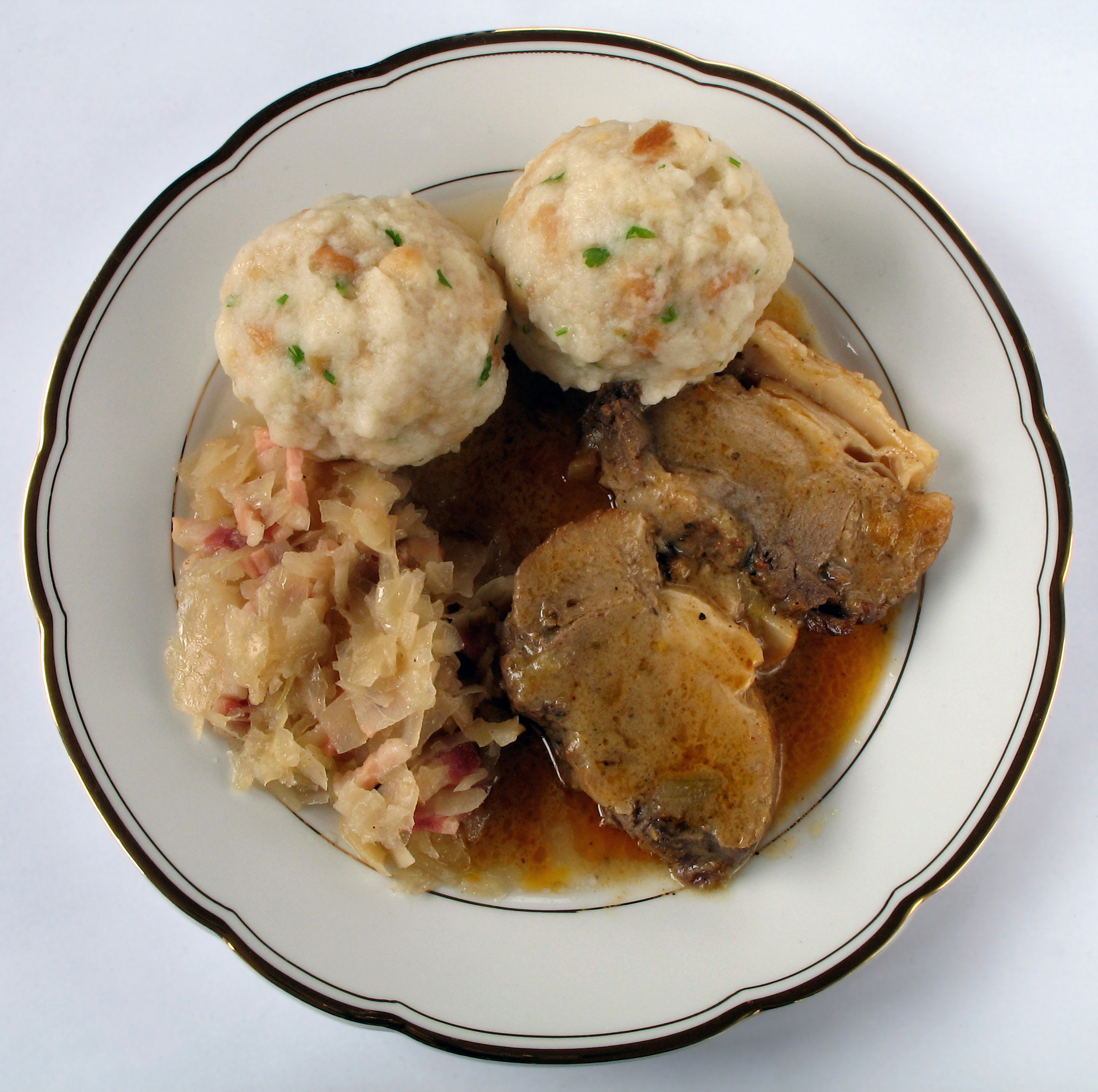
Schweinsbraten (thịt lợn nướng) với Semmelknödel dumpling và bắp cải salad

Các loại thịt phổ biến nhất ở Áo là thịt bò, thịt lợn, thịt gà, thịt gà tây và thịt ngỗng. Món ăn nổi bật Wiener Schnitzel theo truyền thống được làm bằng bê. Thịt lợn đặc biệt được sử dụng rộng rãi, với nhiều món ăn sử dụng các bộ như mõm và chân giò.
Cửa hàng thịt có một số miếng thịt đặc biệt, bao gồm Tafelspitz (thịt bò), và Fledermaus (thịt lợn). Fledermaus (từ tiếng đức cho "dơi") là một lát cắt thịt lợn từ xương đùi mà nhìn giống động vật có cánh. Nó được miêu tả là "rất nhiều nước, hơi béo, và có gân", nó thích hợp cho hấp, kho hoặc rán sau khi ướp.
Ẩm thực áo có nhiều loại xúc xích khác nhau, ví dụ như Frankfurter, Krainer Wurst từ Carniola (Krain), Debreziner (có nguồn gốc từ Debrecen ở Hungary), hoặc Burenwurst, Blunzn làm từ máu lợn và Grüne Würstl - xúc xích xanh lá cây. Xanh lá cây ở đây nghĩa là sống – xúc xích này được sấy khô và phải luộc trước khi sử dụng.
Thịt  muối trong tiếng Áo gọi là Speck, nó có thể được hun khói, muối, tẩm gia vị. Thịt muối được sử dụng trong nhiều công thức truyền thống như là một gia vị mặn. Leberkäse là một ổ bánh mì thịt bò, thịt heo, và thịt muối. Vanillerostbraten là một món thịt bò nấu với rất nhiều tỏi.

### Thú săn
Áo có một truyền thống cổ là đi săn vì có rất nhiều rừng trên khắp đất nước. Trong mùa Thu nhiều nhà hàng ở Áo theo truyền thống cung cấp thú săn trên thực đơn của mình, cùng với rau và trái cây theo mùa như bí ngô từ Styria. Các thú săn thường là
- Nai (thịt nai) "Hirsch"
- Lợn rừng "Wildschwein"
- Hoẵng châu Âu "Reh"
- Hươu hoang "Damhirsch"
- Thỏ rừng châu Âu "Hase/Feldhase"
- Trĩ đỏ "Fasan"
- Vịt "Ente"
- Gà so xám "Rebhuhn"

## Đồ ngọt

### Bánh

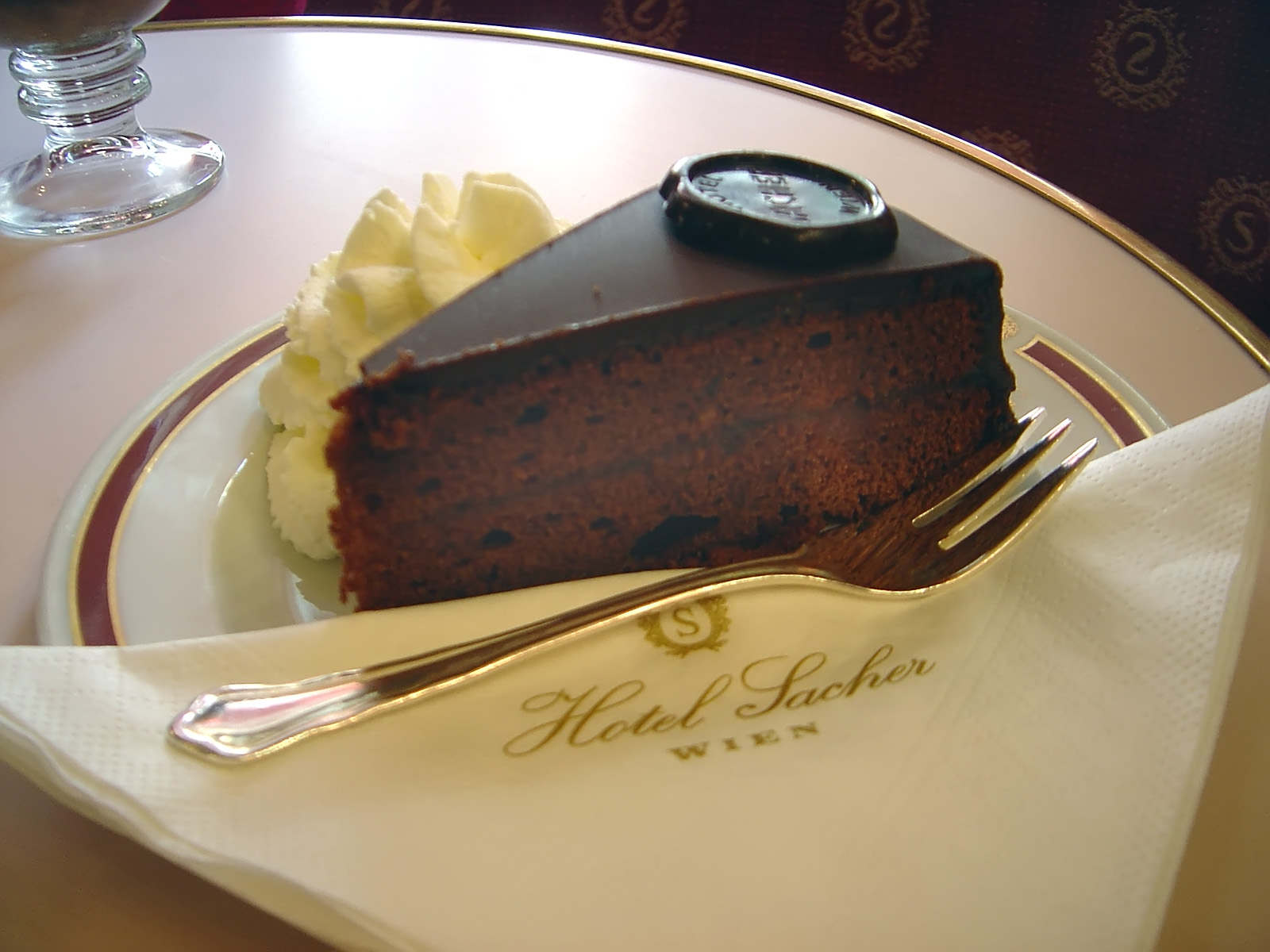
Bánh Sachertorte, được phục vụ tại khách sạn ở Viên

Bánh và bánh nướng Áo là một phần nổi tiếng của ẩm thực này. Có cái nổi tiếng nhất là Sachertorte, một loại bánh sô cô la với nhân mứt mơ, theo truyền thống ăn với kem béo. Trong số những bánh ngọt loại có truyền thống lâu đời nhất là Linzer torte. Các loại được ưa thích khác là Dobostorte vị caremen và bánh quy tầng Esterhazy Torte tinh tế, được đặc tên theo tên hoàng tử Esterházy (cả hai đều có nguồn gốc từ Hungary trong đế quốc Áo-Hung), cũng như một số bánh được làm từ trái cây tươi và kem. Punschkrapfen là một loại bánh nướng điển hình của Áo, bánh nhân vụn bánh, sô cô la nougat, mứt mơ và sau đó ngâm với rượu rum.

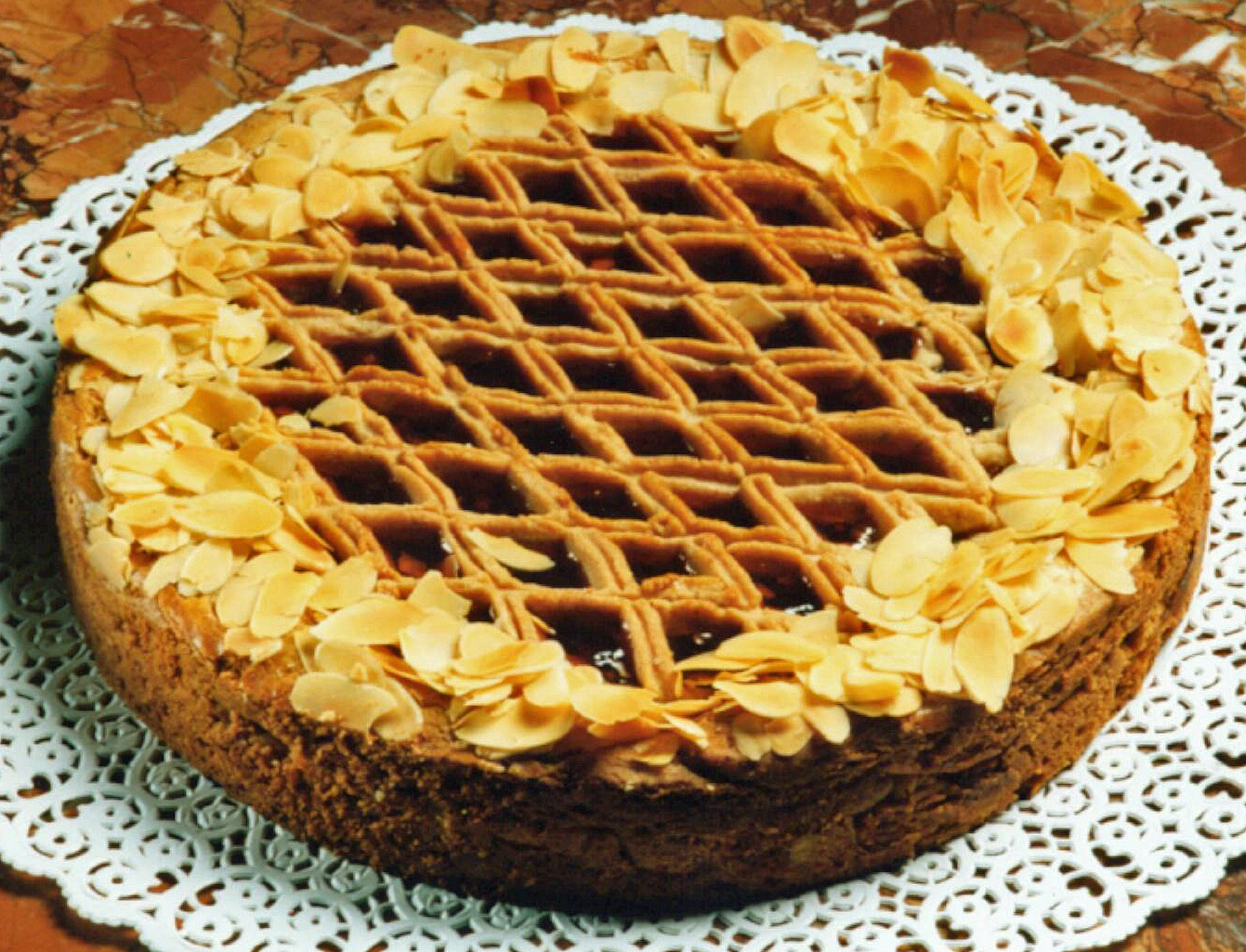
Linzer Torte

Các loại bánh này thường phức tạp và khó làm. Chúng có thể bán ở một quán cà phê hay tiệm bánh. 

### Món tráng miệng
Các món tráng miệng của Áo thường đơn giản hơn các món ở phần trên. Món nổi tiếng nhất là Apfelstrudel (bánh táo), các lớp bánh nướng mỏng được bao bọc bởi nhân táo, thường có cả quế và nho khô. Các bánh hoa quả khác cũng phổ biến, như những loại có nhân pho mát sữa đông gọi là Topfen, nhân sơ ri chua (Weichselstrudel), nhân sơ ri và hạt anh túc (Mohnstrudel).
Một món được yêu thích khác là Kaiserschmarr'n, một loại bánh pancake béo mềm dày ngọt được làm với nho khô và các loại quả khác, bị chia nhỏ thành nhiều mảng và chấm với mứt quả (loại truyền thống làm từ mận gọi là Zwetschkenröster), trong khi phiên bản đặc sản của Salzburg gọi là "Salzburger Nocken". Bánh nướng Đan Mạch được cho là có nguồn gốc từ Viên và tiếng Đan Mạch được gọi là wienerbrød (bánh mì Viên). Bánh nướng Đan Mạch sử dụng bột nhào gọi là "bột Viên", làm từ các lớp bơ và bột mì, Nó du nhập vào Đan Mạch bởi người làm bánh Áo trong cuộc đình công người làm bánh Đan Mạch năm 1850.

## Đồ uống

### Cà phê

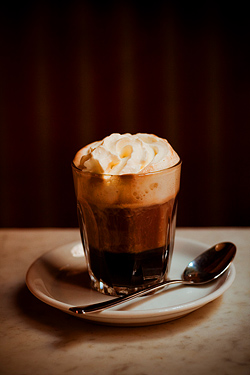
Cà phê Einspänner theo phong cách cổ điển được phục vụ trong gốc

Áo  được ghi nhận trong lịch sử đã giới thiệu cà phê đến châu Âu, sau khi túi hạt cà phê bị bỏ lại sau khi quân Thổ Nhĩ Kỳ rút lui sau Trận chiến Viên năm 1683. Mặc dù quán cà phê đầu tiên đã xuất hiện ở châu Âu một vài năm trước đó, quán cà phê Viên truyền thống đã trở thành một phần quan trọng của thành phố.
Cà phê được vụ theo nhiều kiểu, đặc biệt là ở các quán cà phê Viên. Mokka hoặc kleiner Schwarzer kiểu áo giống với espresso, nhưng được chiết xuất chậm hơn. Các loại khác từ Mokka:
- großer Schwarzer – Mokka double
- kleiner Brauner hoặc großer Brauner – Mokka double hoặc single với sữa
- Verlängerter – "kéo dài" (tức là pha loãng) Mokka với nhiều và sữa
- Melange – nửa Mokka, một nửa sữa nóng, thường phủ với bọt sữa
- Franziskaner – trộn lẫn phủ với kem và bọt sữa
- Kapuziner – kleiner Schwarzer cộng với kem
- Einspänner – großer Schwarzer phủ với kem
- Wiener Eiskaffee – đá Mokka với kem vani, phủ với kem

Cà phê Ý như cappuccino, espresso và latte cũng thường được phục vụ.
Theo truyền thống, cà phê được phục vụ cùng với một cốc nước lọc.
Uống cà phê cùng nhau là một hoạt động xã giao quan trọng trong văn hoá Áo. Việc người Áo mời bạn bè và hàng xóm đi uống cà phê và ăn bánh khá phổ biến. Thói quen này có thể so sánh với trà chiều truyền thống của Anh. Việc đi uống cà phê để hẹn hò cũng rất phổ biến.

### Sô cô la nóng
Chocolate nóng của Viên rất béo, chứa kem béo cùng với sô cô la, và đôi khi được làm đặc thêm bằng lòng đỏ trứng.

### Nước ngọt
Almdudler là  một loại nước ngọt của Áo dựa trên các loại thảo mộc núi và với một hương vị gợi nhớ đồ uống hoa cơm cháy. Nó được coi là 'đò uống quốc gia của Áo', và thường được dùng như một thứ để trộn với rượu vang trắng hoặc nước. Nước tăng lực Red Bull trở nên phổ biến ở phương Tây bắt đầu từ nước Áo. Trụ sở của công ty Red Bull nằm ở Fuschl gần Salzburg.

### Bia
Bia thường được bán trong các cỡ: 0,2 lít (1 Pfiff), 0,33 lít (một Seidel, kleines Bier hoặc Glas Bier hoặc Ly Bia) và 0.5 lít (1 Krügerl hoặc großes Dá hoặc großes Bier hoặc Hoibe). Tại lễ hội một lít Maß và hai lít Doppelmaß trong Bavarian phong cách đôi khi cũng được phân phối. Loại bia phổ biến nhất là lager nhạt (gọi là Märzen ở Áo), Zwicklbier, và bia lúa mì. Vào ngày lễ như Giáng Sinh, Phục Sinh có bia bock.
Bia Áo điển hình là kiểu lager nhạt, với những trường hợp ngoại lệ ở trên.

### Rượu

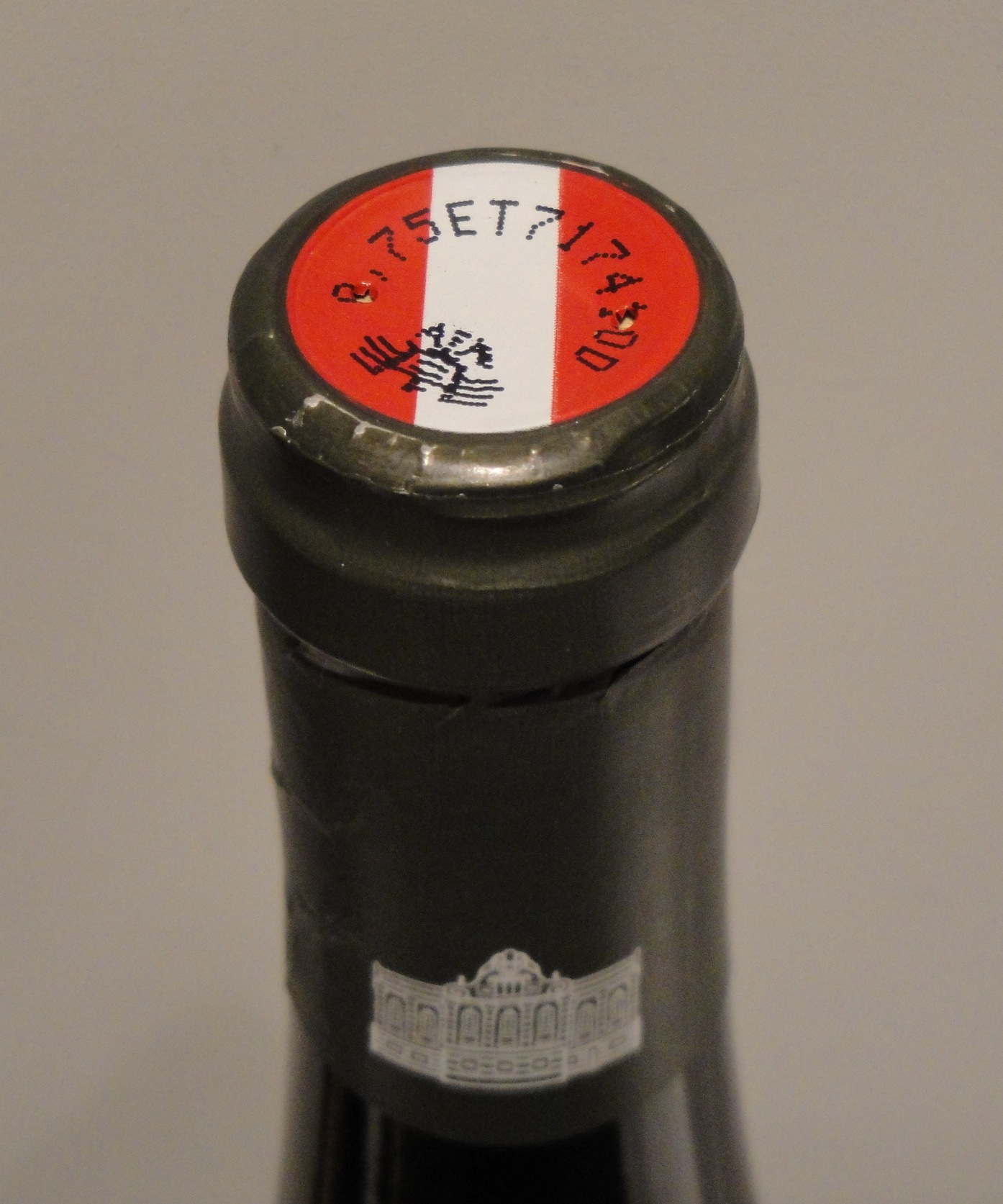
Nắp rượu vang Áo được sử dụng ở tất cả các loại rượu ở cấp Qualitätswein

Rượu vang chủ yếu được canh tác phía đông Áo. Các khu vực sản xuất vang quan trọng nhất là Niederösterreich, Burgenland, Steiermark, và Viên. Nho Grüner Veltliner tạo nên một số loại vang trắng nổi tiếng nhất của Áo và nho Zweigelt là loại nho vang đỏ được trồng rộng rãi nhất. Miền nam Burgenland là một khu vực chủ yếu trồng nho đỏ nho trong khi vùng "Seewinkel", phía đông hồ Neusiedler có nền văn hoá rượu vang pha trộn nhưng đặc sản là vang ngọt. Vang thậm chí được trồng trong thành phố Viên – thủ đô duy chất ở châu Âu mà điều này xảy ra – và một số loại thậm chí còn được sản xuất dưới sự bảo trợ của cộng đồng thành phố.
Rượu vang trẻ (tức là rượu sản xuất từ nho mới thu hoạch mà quá trình lên men chưa hoàn thành) được gọi là Heuriger, nó được phục vụ trong các quán rượu ở Viên.

### Các đồ uống có cồn khác
Ở Oberösterreich, Burgenland, Niederösterreich, Steiermark và Kärnten, Hầu hếtcác nước trái cây tươi nho hoặc quả táo được sản xuất trong khi Carlos(= bão), một bán lên men nho ép là sau khi say rượu nho thu hoạch. Nhất và Storm là người pre-giai đoạn của rượu.
Ở gần của một bữa ăn, đôi khi schnapsthường của lên 60% rượu hay trái cây rượu, say rượu. Trong Áo schnaps được làm từ một loạt của trái cây, ví dụ mơ, rowanberries), sâm rễ, các loại thảo mộc và thậm chí cả hoa. Các sản phẩm của nhỏ, riêng tư schnaps chưng cất, trong đó có 20.000 ở Áo, được biết đến như Selberbrennter hoặc Hausbrand.

## Thức ăn nhẹ

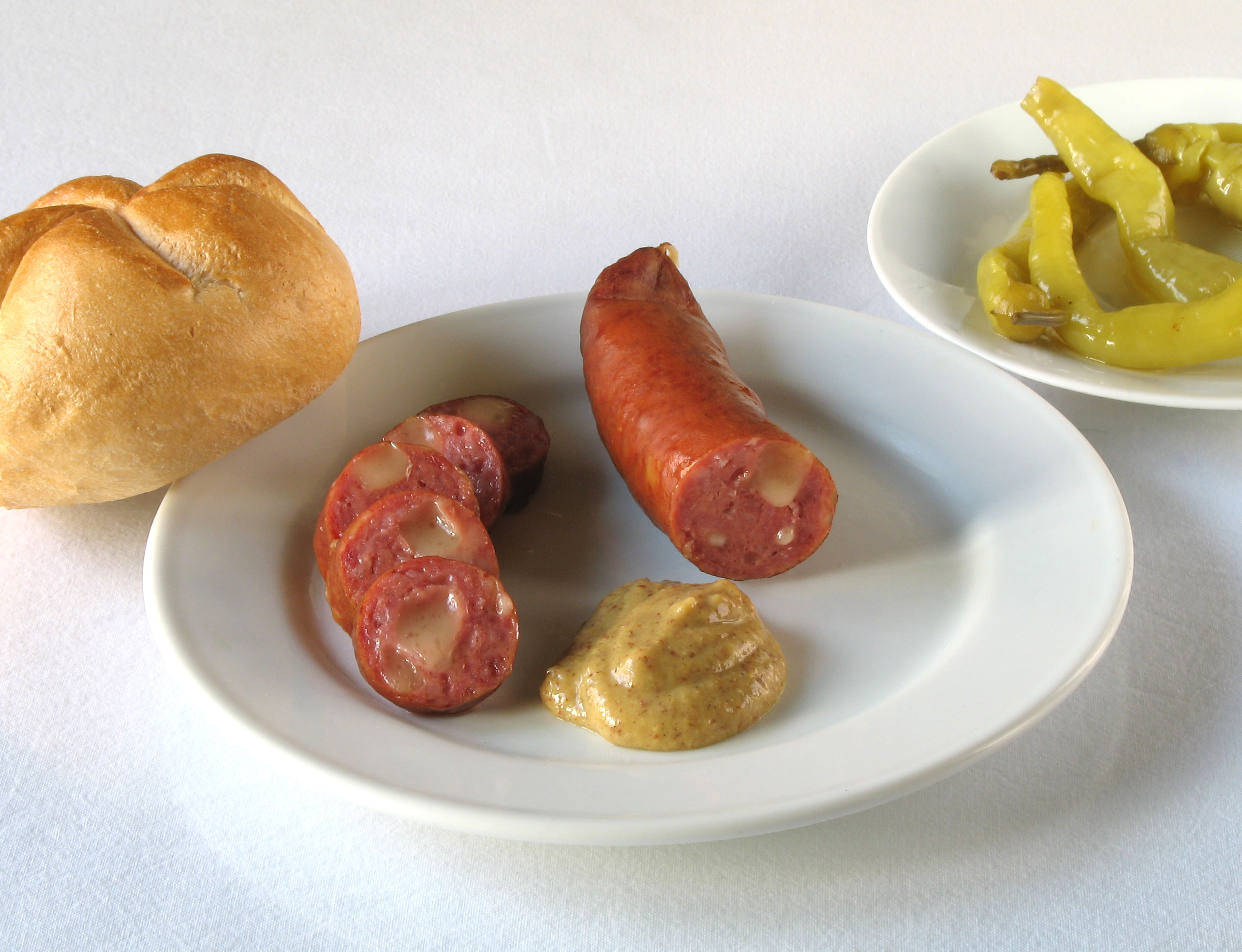
Xúch xích Käsekrainer với bánh Kaiser và mù tạt

Thức ăn để ăn giữa các bữa chính gồm có nhiều loại bánh mì kẹp gọi là "belegte Brote", hay các loại xúc xích khác nhau với mù tạt, sốt cà chua và bánh mì cũng như lát, cũng như xúc xích thái, món Leberkäse hoặc Schnitzelsemmeln (đồ cuốn nhân schnitzel).

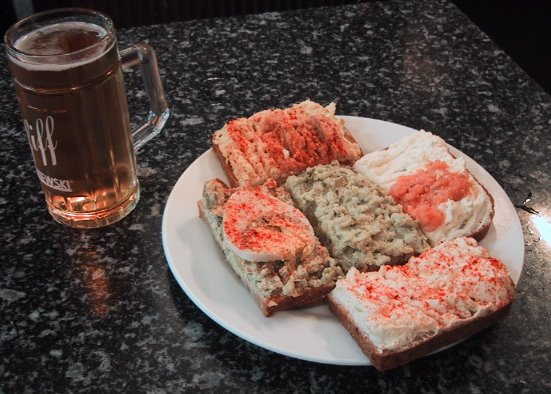
Bánh mì mở ở Viên, với một Pfiff bia

Theo truyền thống, bạn có thể mua Wurstsemmel (một món cuộn thường có nhân Extrawurst-một loại xúc xích đặc biệt thái mỏng- thường thêm một lát pho mát hoặc đồ muối như dưa chuột bao tử) ở hàng thịt hoặc ở quầy thức ăn chế biến sẵn ở siêu thị.
Cũng có các món ăn nhẹ phổ biến khác. Ví dụ, Bosna hoặc Bosner (xúc xích bratwurst tẩm ướp trong hot dog), Nó là một phần mở rộng của các cửa hàng đồ ăn nhanh điển hình của Áo, (Würstelstand - quầy xúc xích). Hầu hết xúc xích Áo có chứa thịt lợn.

## Ẩm thực vùng miền

### Niederösterreich
Ở Niederösterreich, đặc sản địa phương như anh túc Waldviertel, măng tây Marchfeld và mơ Wachau được trồng. Nổi tiếng bánh hấp "Marillenknödel" nhỏ nhân mơ và bột chiên bơ ấm bọc ngoài. Sự phổ biến của chúng có thể được cảm nhận trong ẩm thực địa phương, ví dụ như mì hạt anh túc "Mohnnudeln". Các món ăn từ thú săn rất phổ biến. Niederösterreich có nhiều khác nhau trong ẩm thực vùng miền vì kích thước và cảnh quan đa dạng của nó.

### Burgenland
Ẩm thực Burgenland đã bị ảnh hưởng bởi ẩm thực hungary và Balkan do vị trí cũ của nó thuộc phần Hungary trong Đế quốc Áo-Hung. Các món ăn bao gồm chủ yếu là cá, gà hay thịt lợn. Khoai tây là món ăn kèm phổ biến nhất, ví dụ, khoai tây nghiền với hành tây gọi là "Greste Krumpian". Vì có ảnh hưởng từ Hungary, món ăn Burgenland thường cay hơn những nơi khác ở Áo, thường được chỉ ra bằng các từ "Zigeuner..." ("người Di Gan") hoặc "Serbisch..." ("người Serbia").
Polenta là món ăn kèm phổ biến với nhóm người thiểu số Croatia ở Burgenland. Vào ngày St Martin (11 tháng 11) Martinigans (ngỗng St Martin) thường được chuẩn bị, và cá chép là món ăn điển hình trong Giáng Sinh.

### Steiermark
Ở Steiermark Buschenschanken (rượu vang theo mùa), Verhackertes (một đồ phết được làm từ thịt xông khói sống chặt nhỏ) được phục vụ. Schilcher là rượu vang hồng rất khô, là rượu vang của khu vực tây Steiermark. Một loại đặc sản điển hình của Steiermark là dầu hạt bí ngô, đặc biệt để dùng với salad trộn vì nó mang lại hương vị hấp dẫn. Nhiều mơn bí ngô cũng rất phổ biến. Heidensterz, giống một loại yến mạch vụn khô làm từ bột mạch ba góc, là một món ăn địa phương thường được ăn trong thời tiết lạnh.

### Kärnten
Kärnten có nhiều hồ có nghĩa là cá là một món chính phổ biến. Ngũ cốc, sữa phẩm từ sữa và thịt là các nguyên liệu quan trọng trong ẩm thực Kärnten. Kasnudeln và Schlickkrapfen là các món nổi tiếng của địa phương. Klachlsuppe (súp giò lợn) và Reindling (men-bột bánh/bánh nhân quế, đường và nho khô) cũng là sản phẩm địa phương.

### Oberösterreich
Các loại bánh hấp là một phần quan trọng của ẩm thực Oberösterreich. Linzer Torte, một chiếc bánh bao gồm đất hạnh nhân hay hạt và phản mứt, là một món tráng miệng phổ biến khỏi thành phố của Linz, thủ đô của Oberösterreich. "Linzeraugen" là tốt, bánh quy mềm đầy phản mứt gọi là "Ribiselmarmelade", trong đó có một sắc hương vị.

### Salzburg

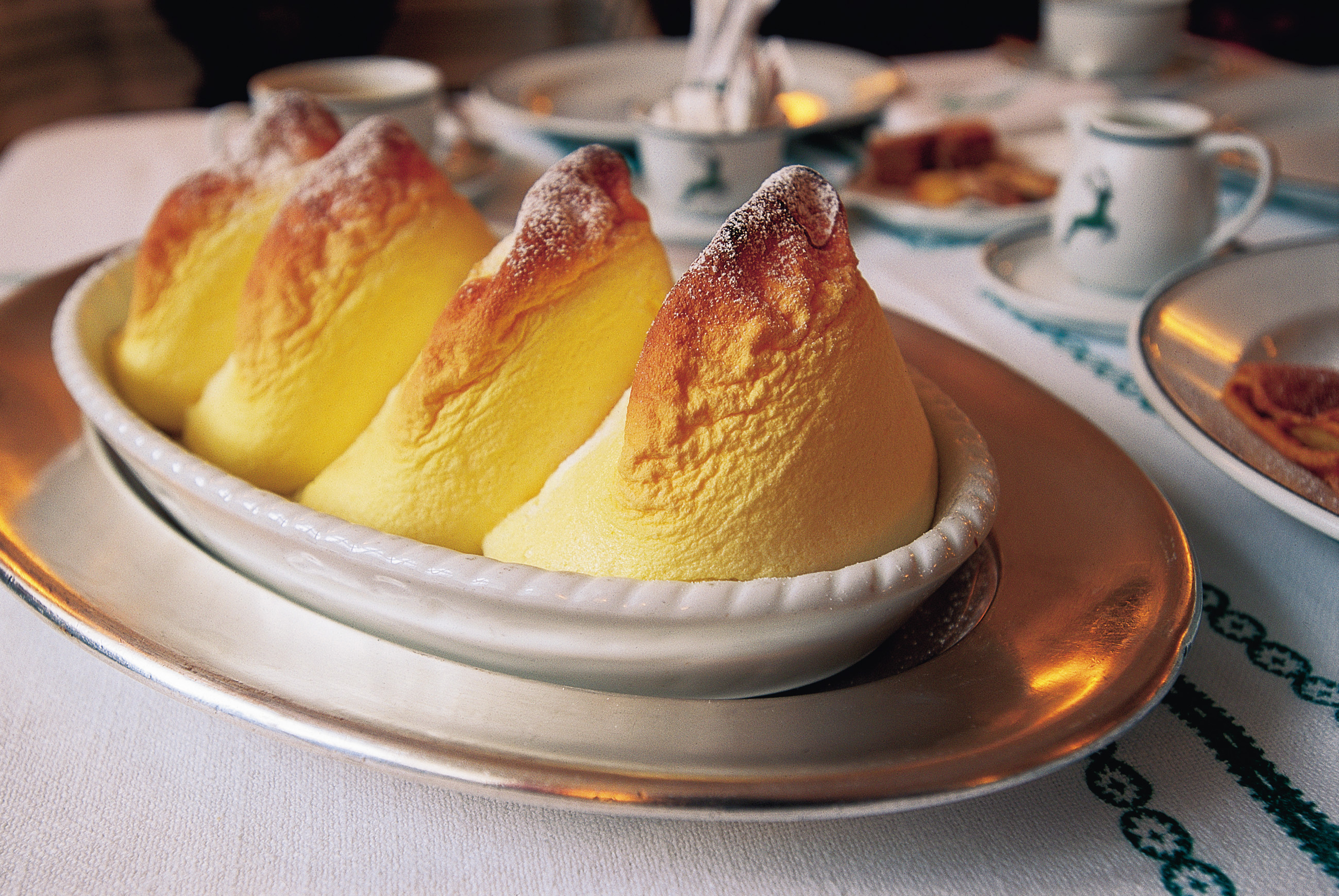
Salzburger Nockerln

Kasnocken (bánh hấp pho mát) là một món ăn phổ biến, các loài cá nước ngọt, đặc biệt là cá hồi nấu theo nhiều cách. Salzburger Nockerl (một món giống meringue) là món tráng miệng địa phương phổ biến.

### Tyrol
Giăm bông Tyrol và tất cả các loại bánh hấp, bao gồm Speckknödel (bánh hấp với thịt xông khói) và Spinatknödel (làm từ rau chân vịt) là một phần quan trọng của ẩm thực địa phương. Các món ăn Tyrol rất đơn giản bởi vì trước đây người Tyrol không giàu lắm, họ trồng trọt trên núi và trong thung lũng ở giữa vùng Alpine. Đồ ăn Tyrol thường có pho mát, sữa, bột mì và mỡ.

### Vorarlberg
Ẩm thực Vorarlberg bị ảnh hưởng bởi ẩm thực Alemanni của nước láng giềng Thụy Sĩ và Swabia. Pho mát và các sản phẩm từ pho mát đóng vai trò chính trong ẩm thực này, với Käsknöpfle và Kässpätzle (mì trứng với pho mát) là món ăn phổ biến. Các món ngon khác bao gồm Krutspätzle (mì sauerkraut), Käsdönnala (giống với quiche), Schupfnudla (làm từ bột nhào từ khoai tây và bột mì), Frittatensuppe (súp bánh kếp), Öpfelküachle (bánh táo) và Funkaküachle (bánh được ăn ngày chủ nhật theo truyền thống ở Lent).

## Hình ảnh

Các món
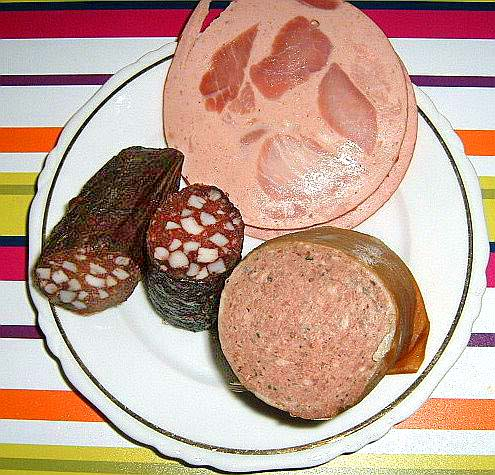
Bierschinken, Leberwurst and Blutwurst
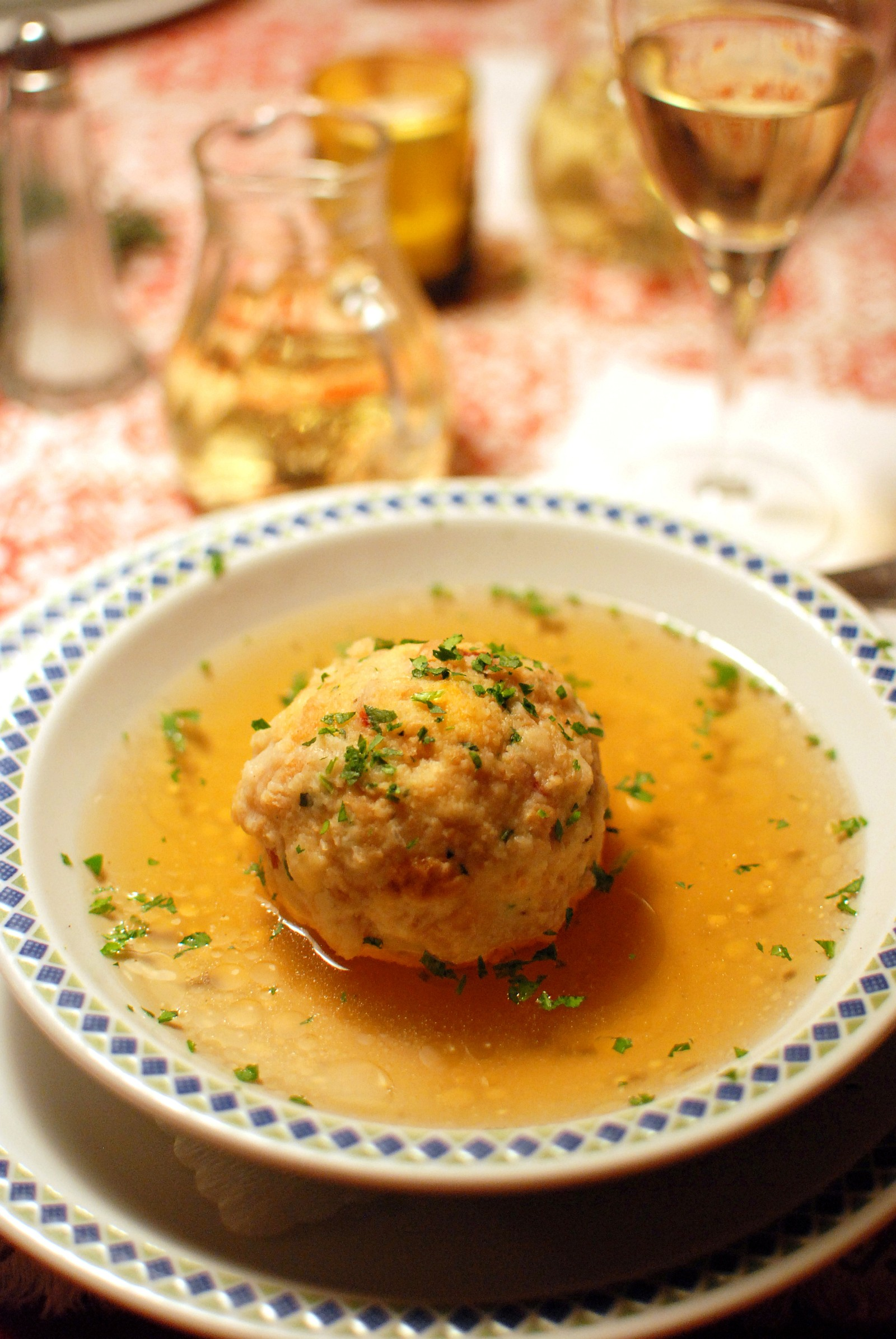
Tiroler Speckknödelsuppe
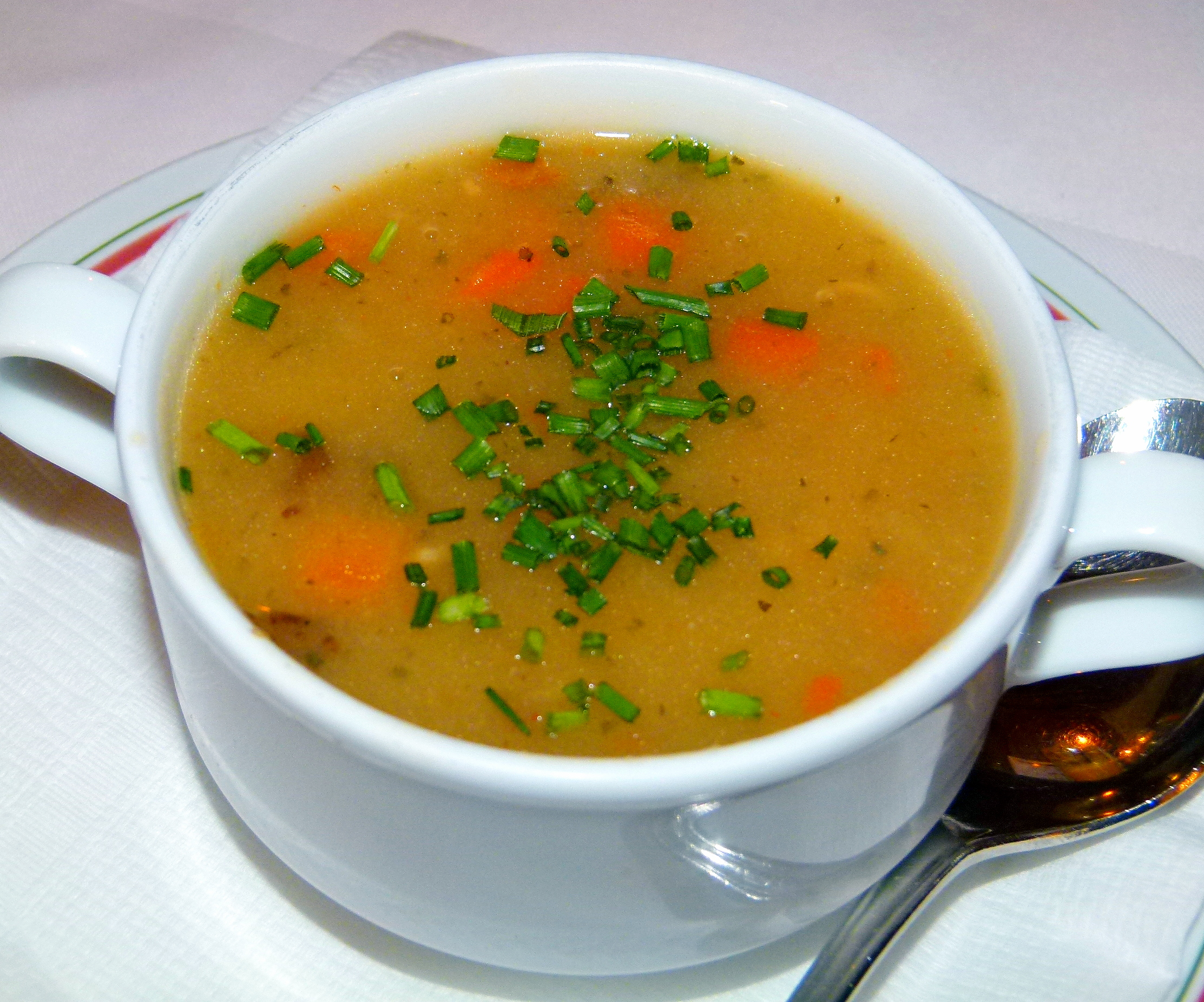
Erdäpfelsuppe
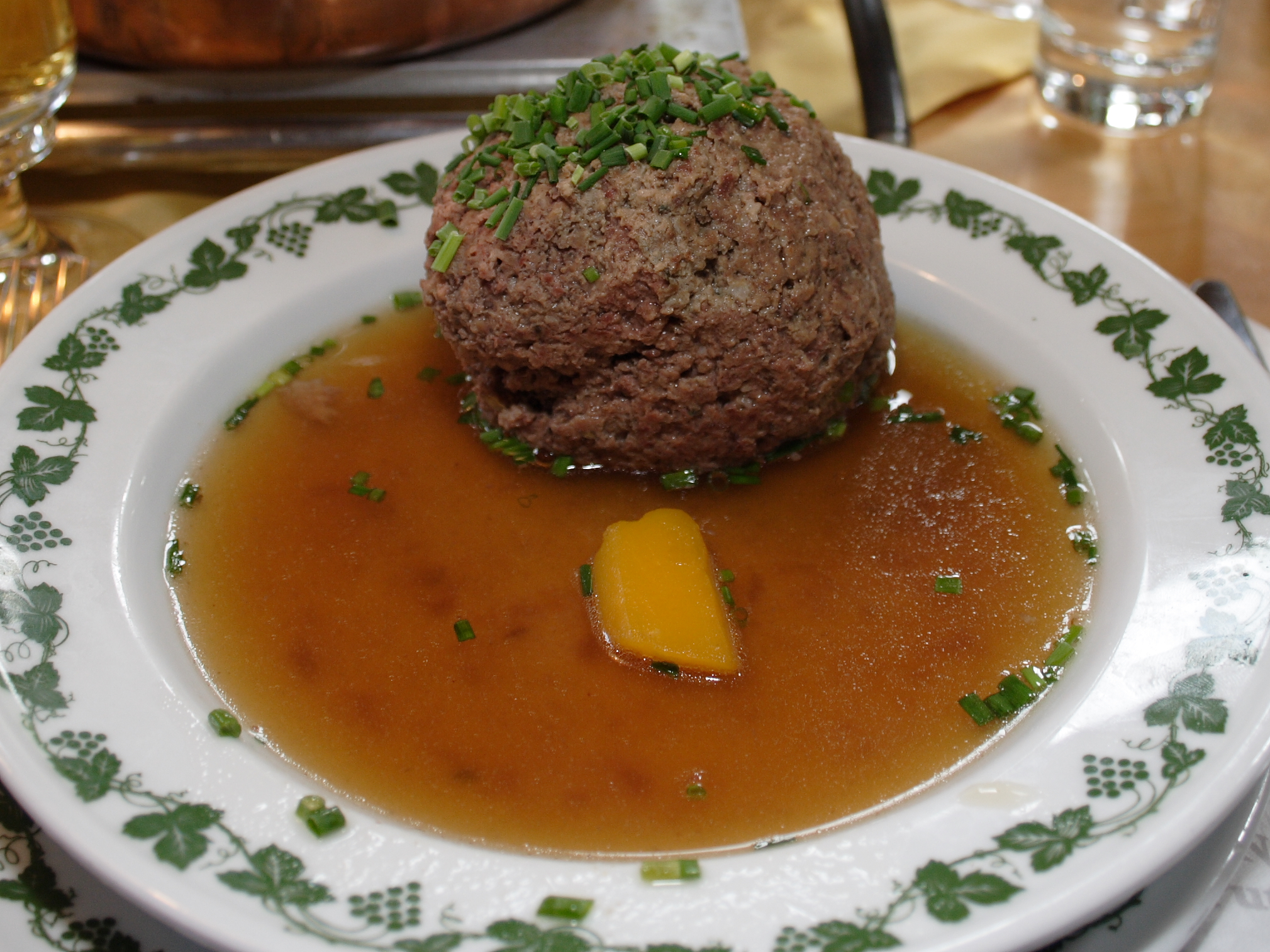
Leberknödelsuppe
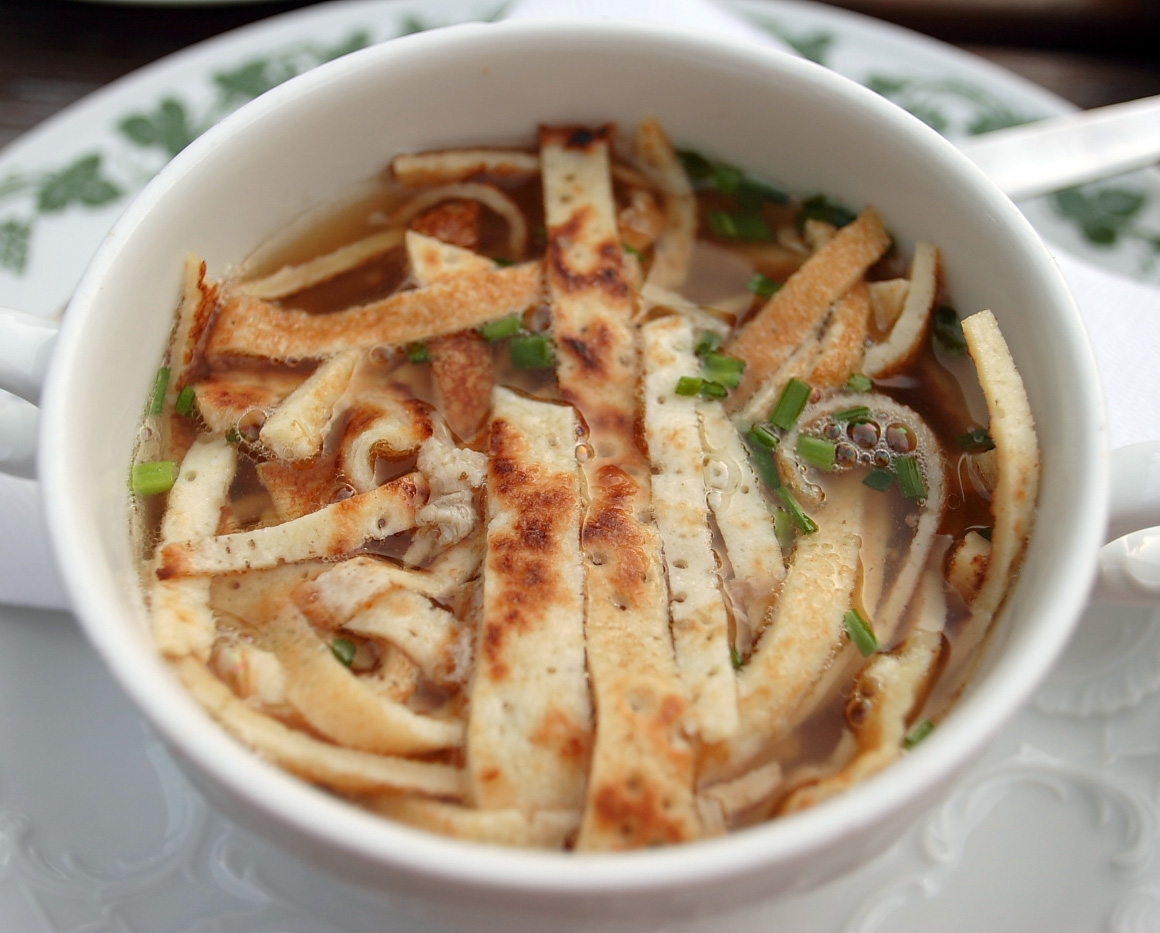
Frittatensuppe
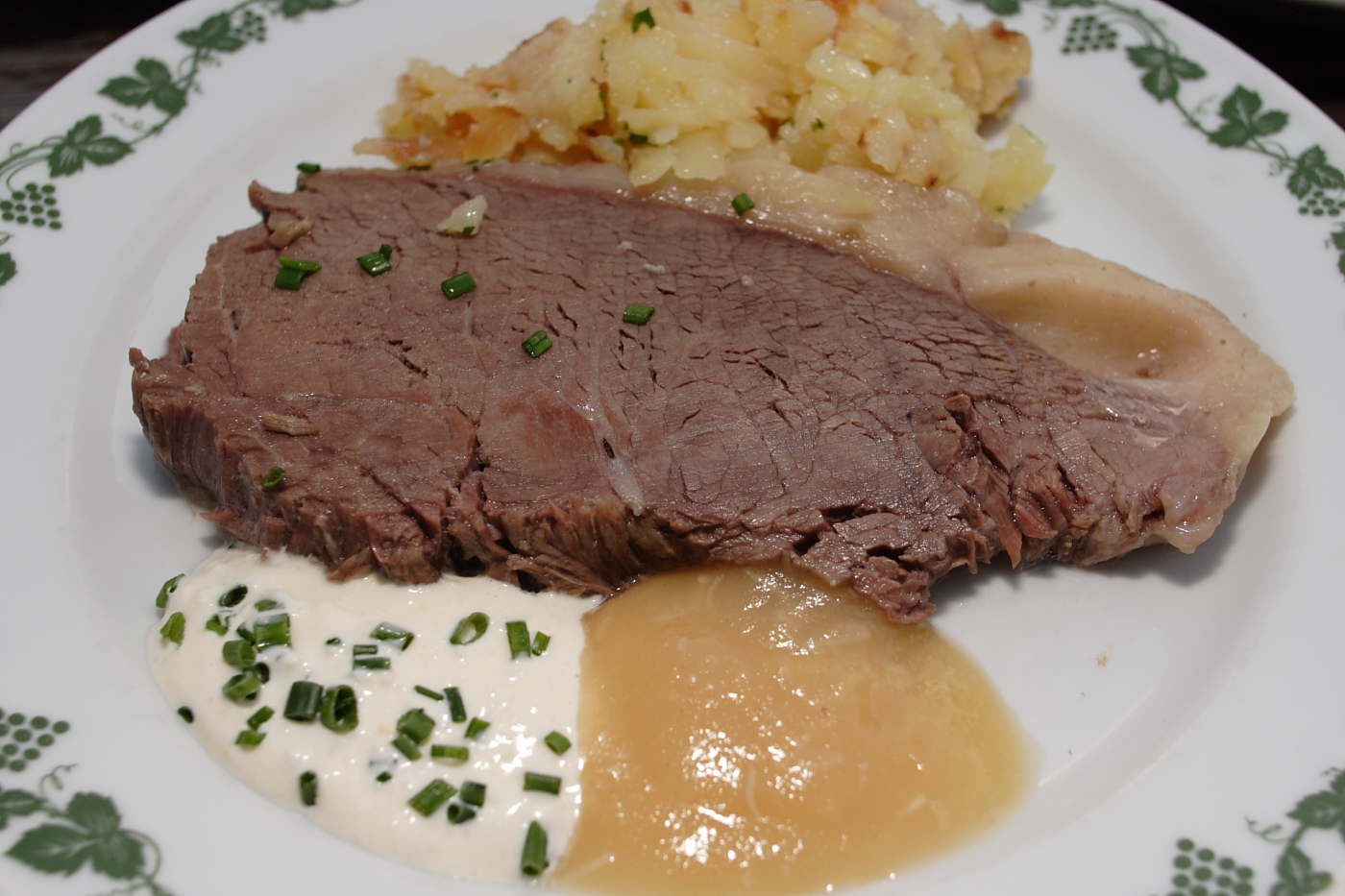
Tafelspitz
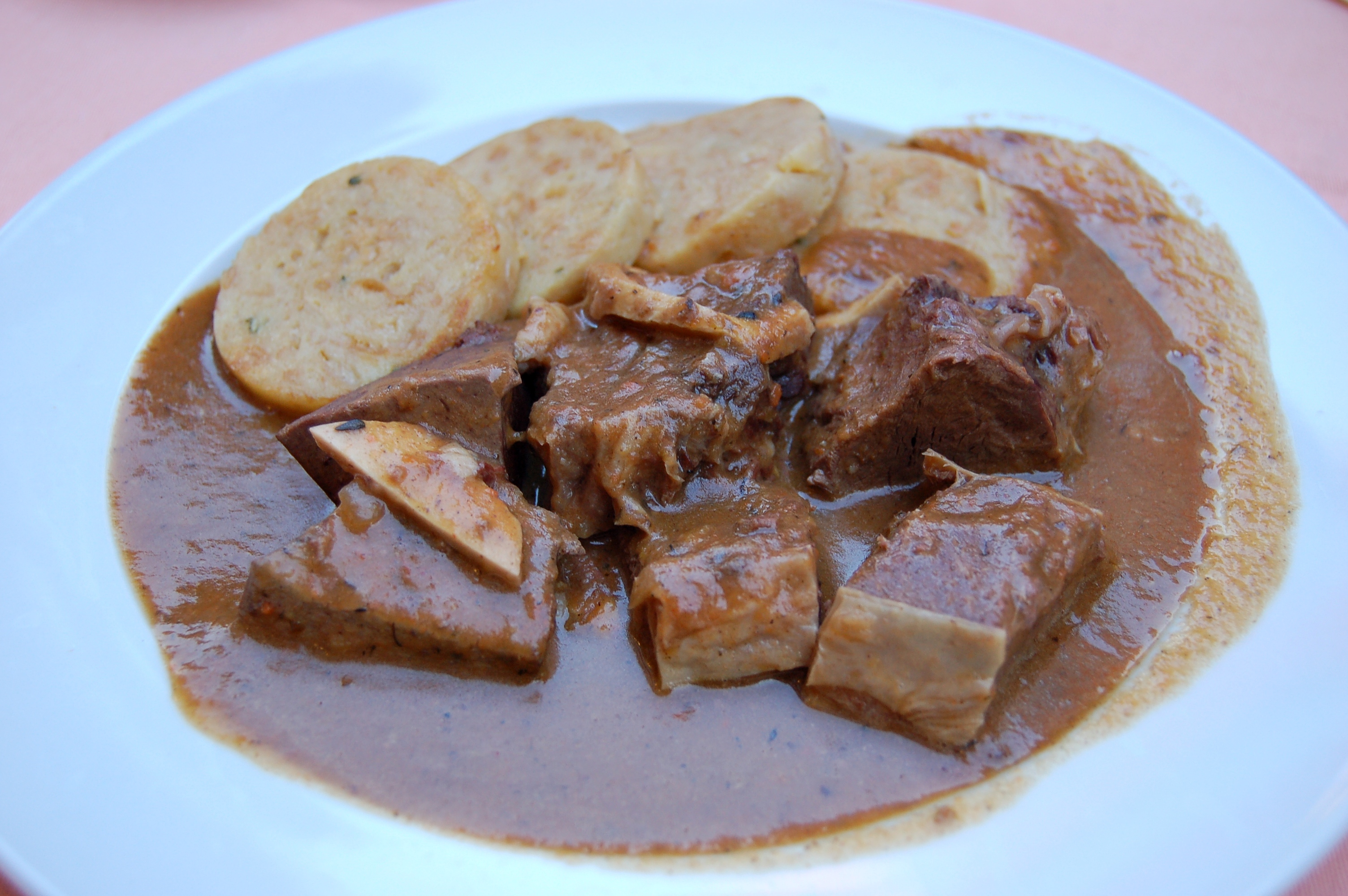
Bruckfleisch
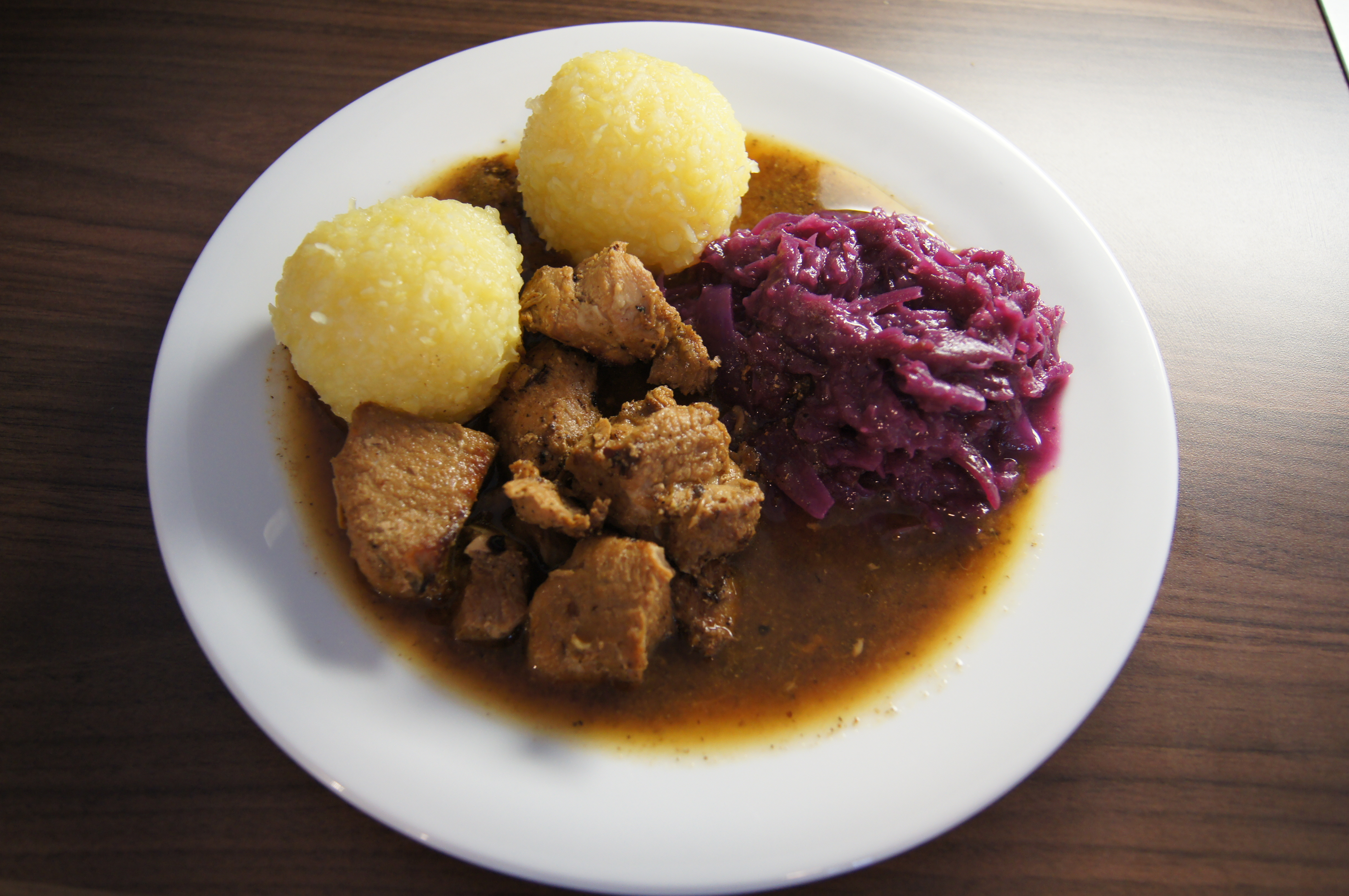
Rindsgulasch
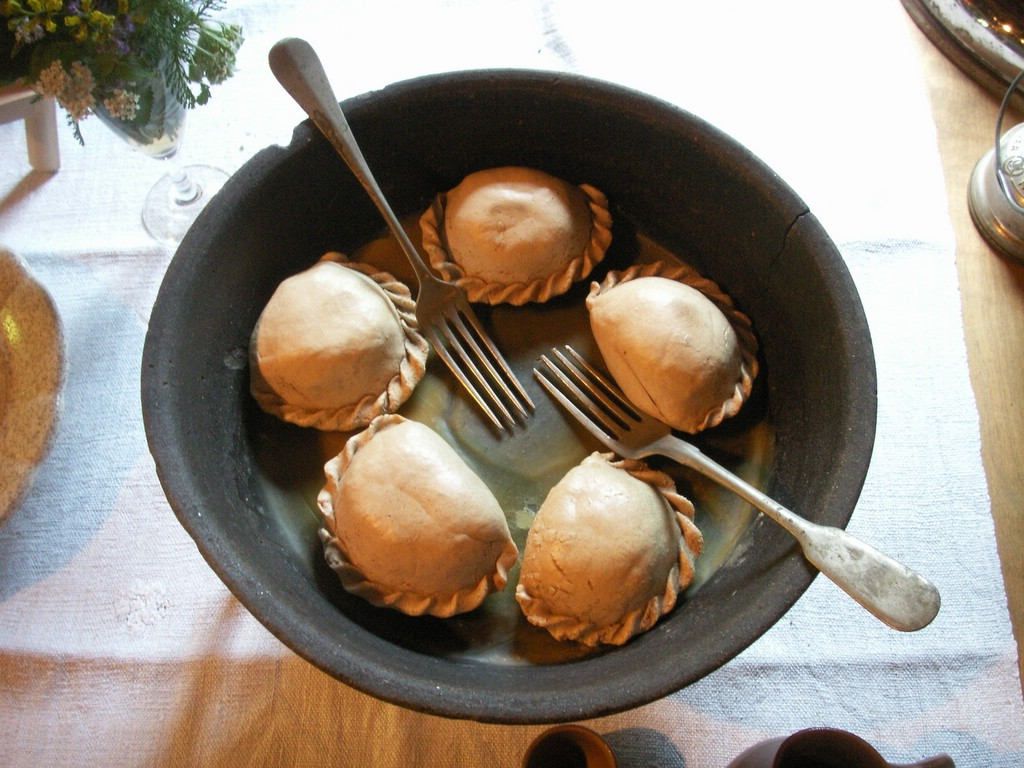
Käsnudel - mì pho mát Carinthia
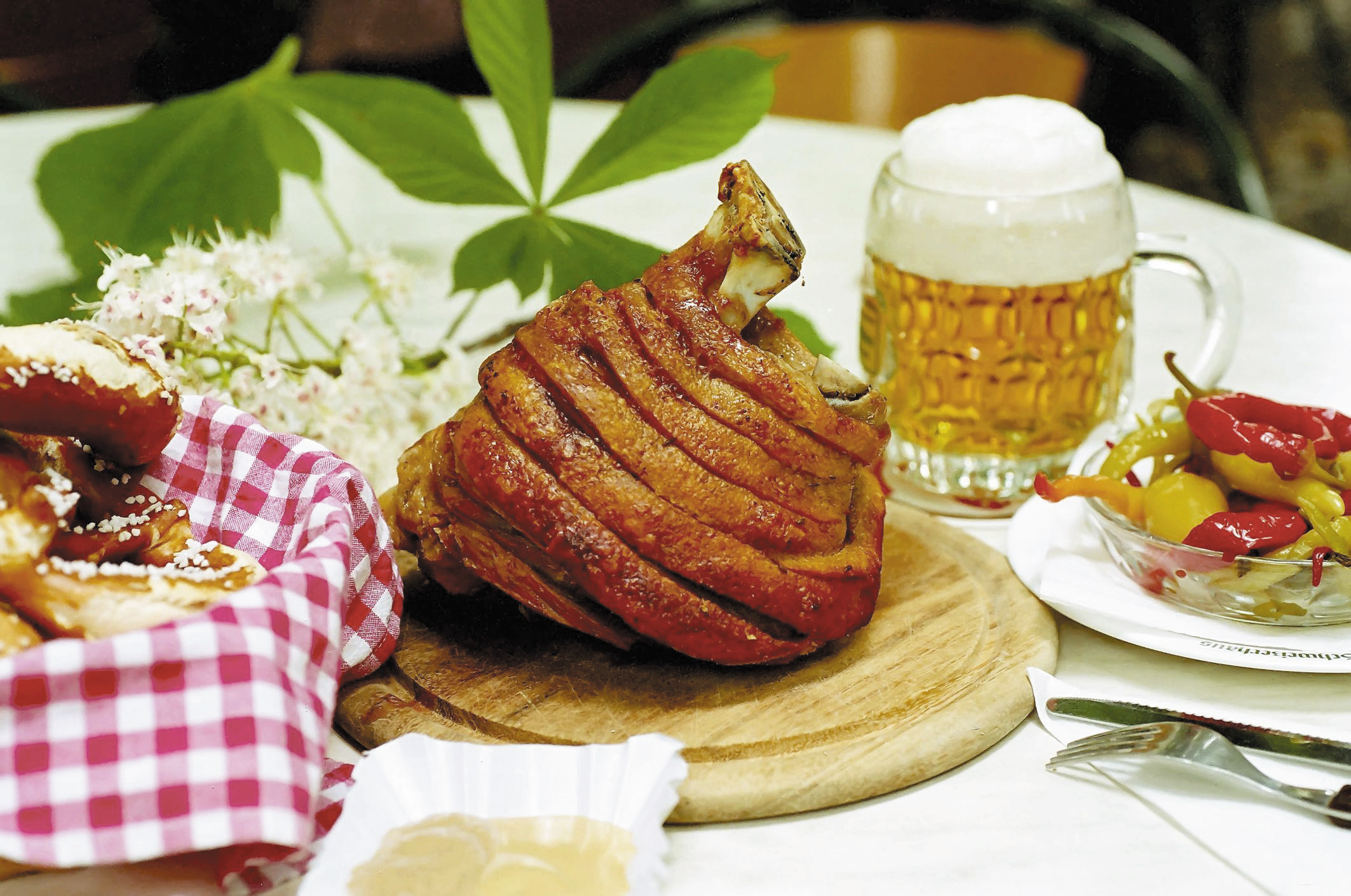
Stelze
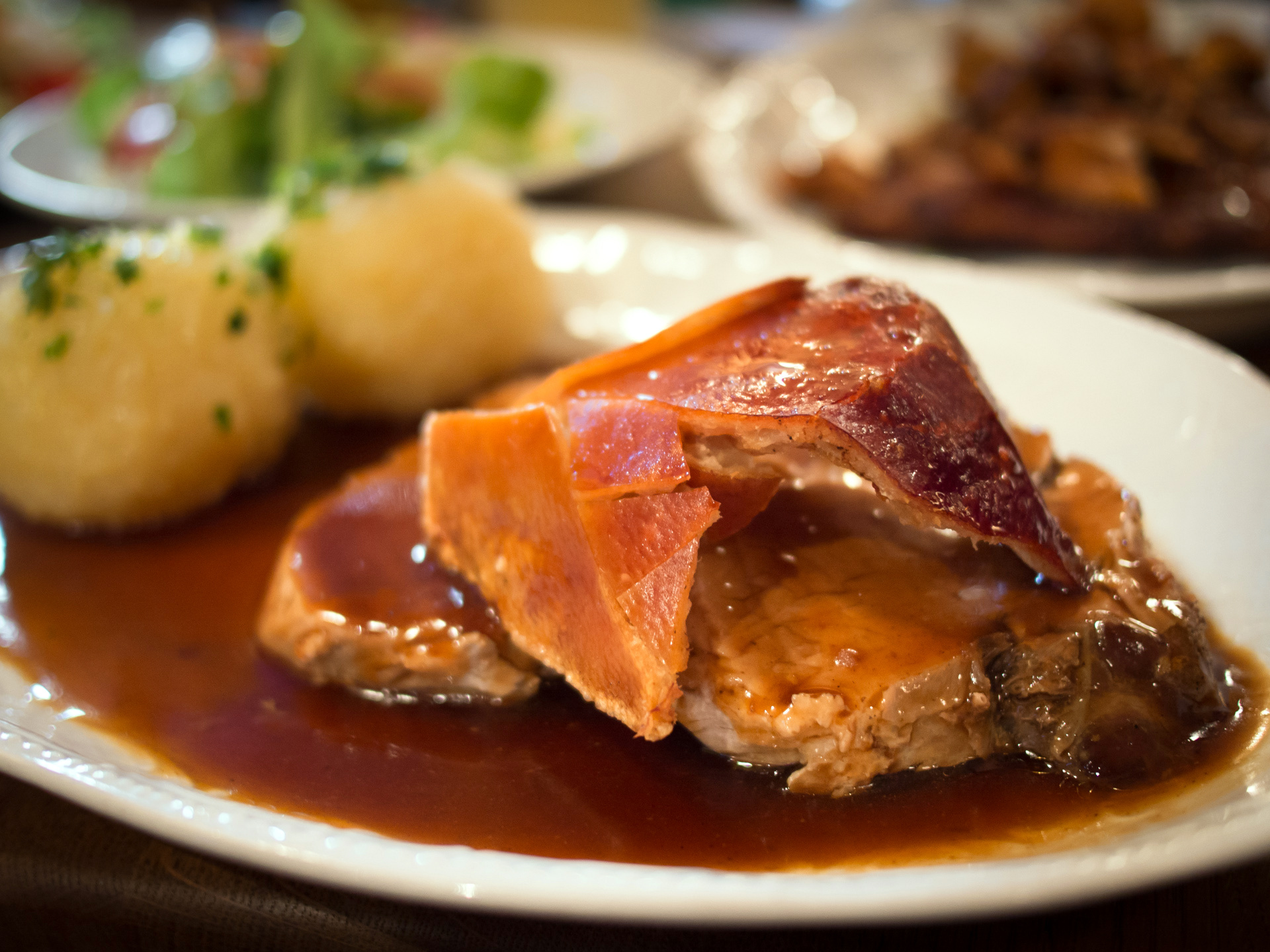
Krustenbraten mit Dunkelbiersoße, thịt lợn nước phục vụ trong nước sốt bia
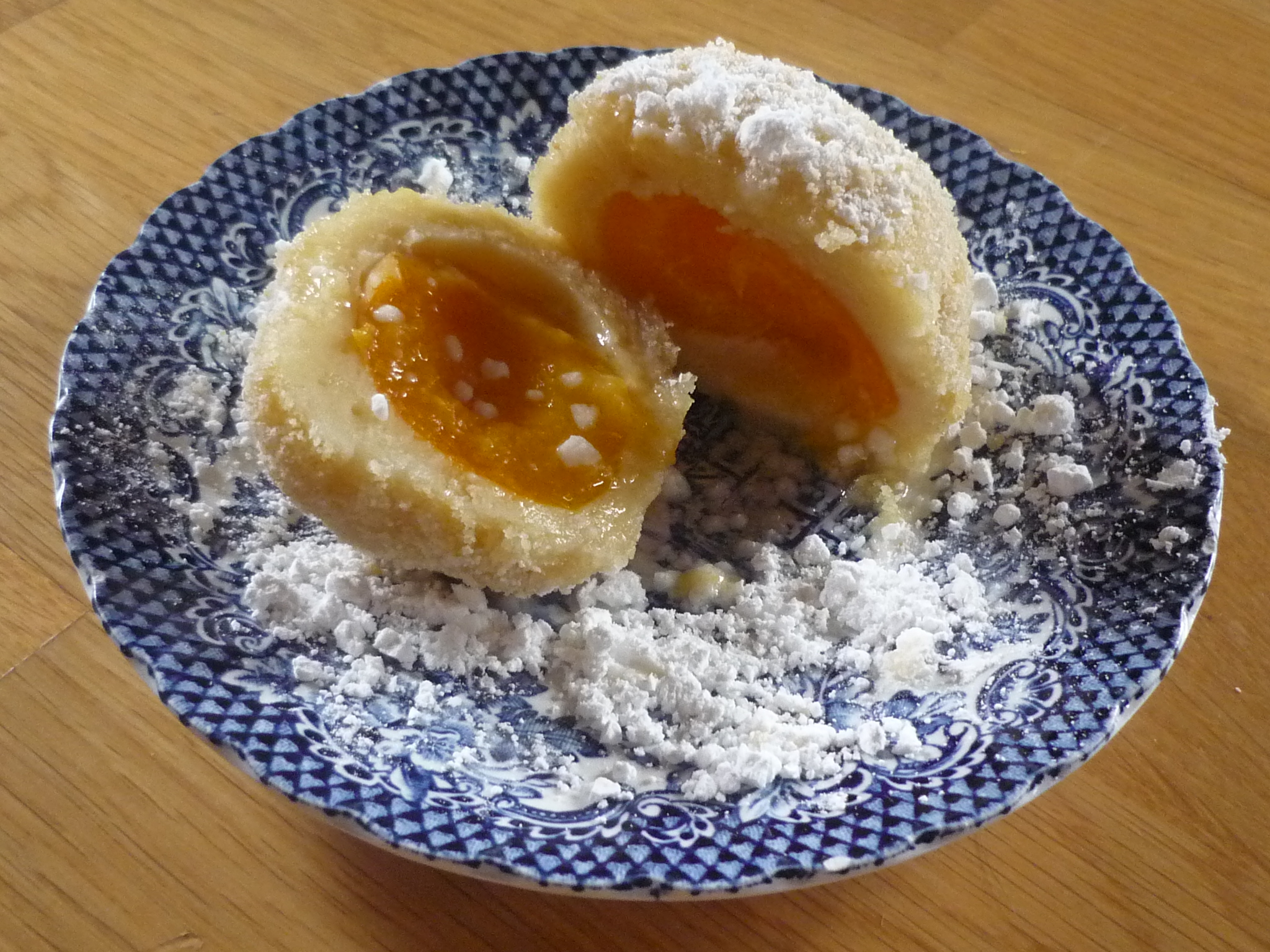
Marillenknödl
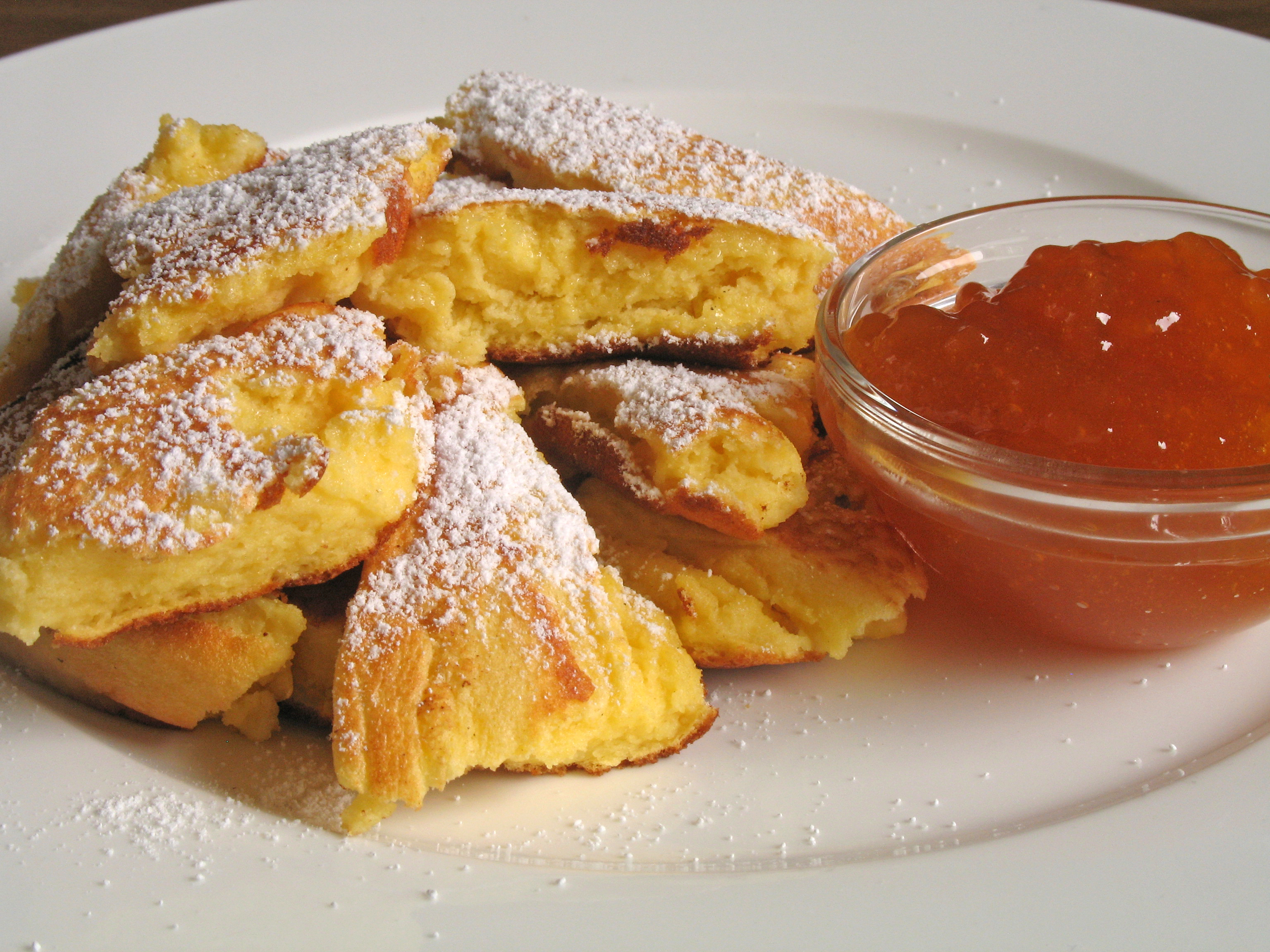
Kaiserschmarrn
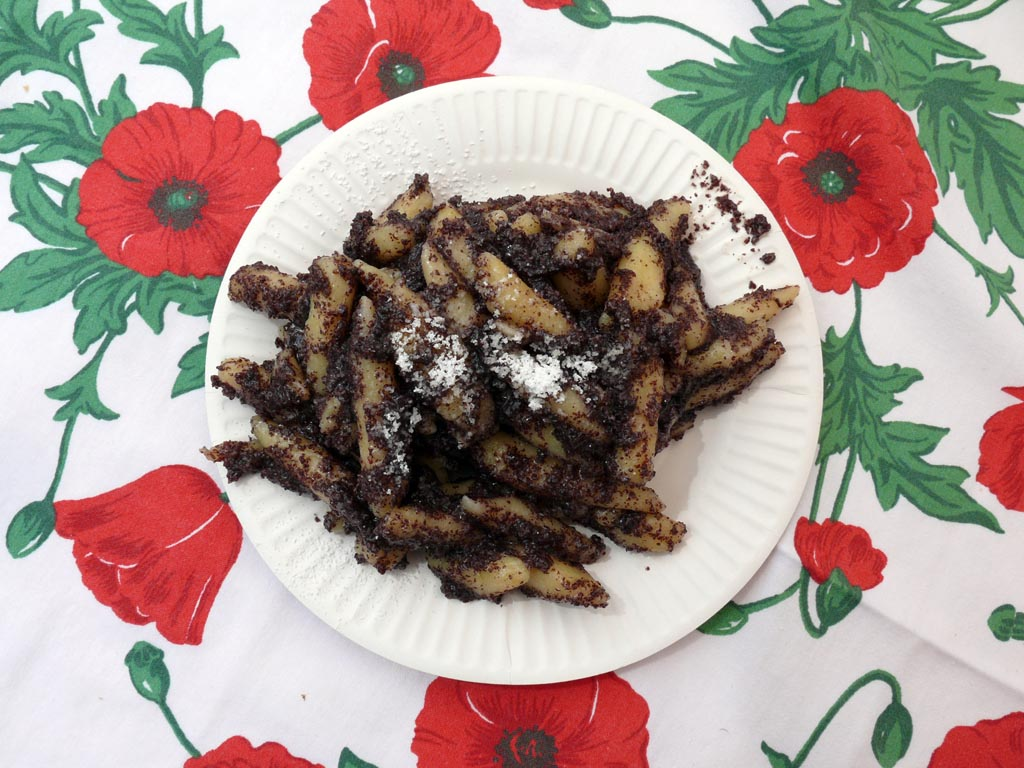
Mohnnudeln, mì hạt túc anh
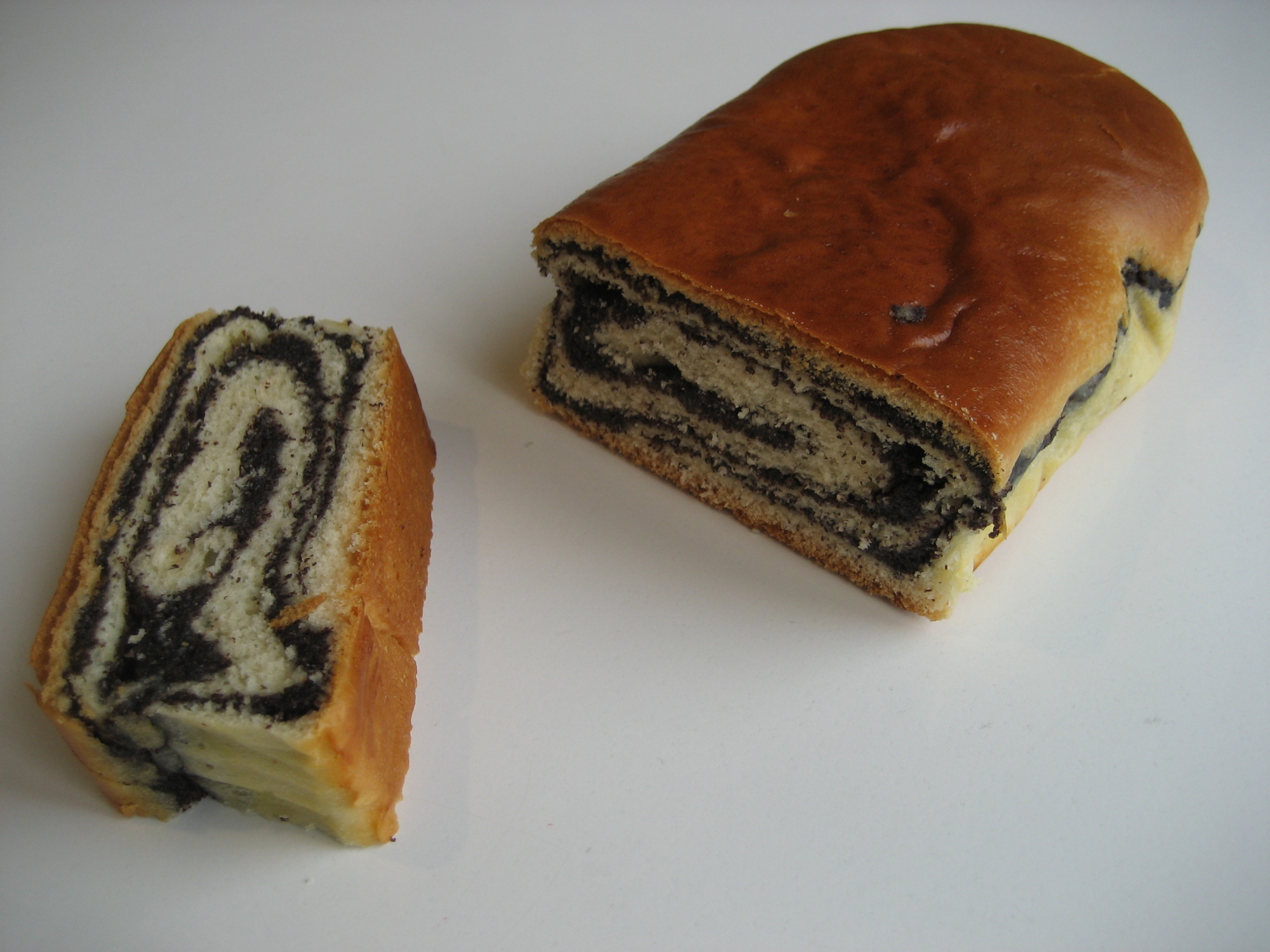
Mohnstrudel
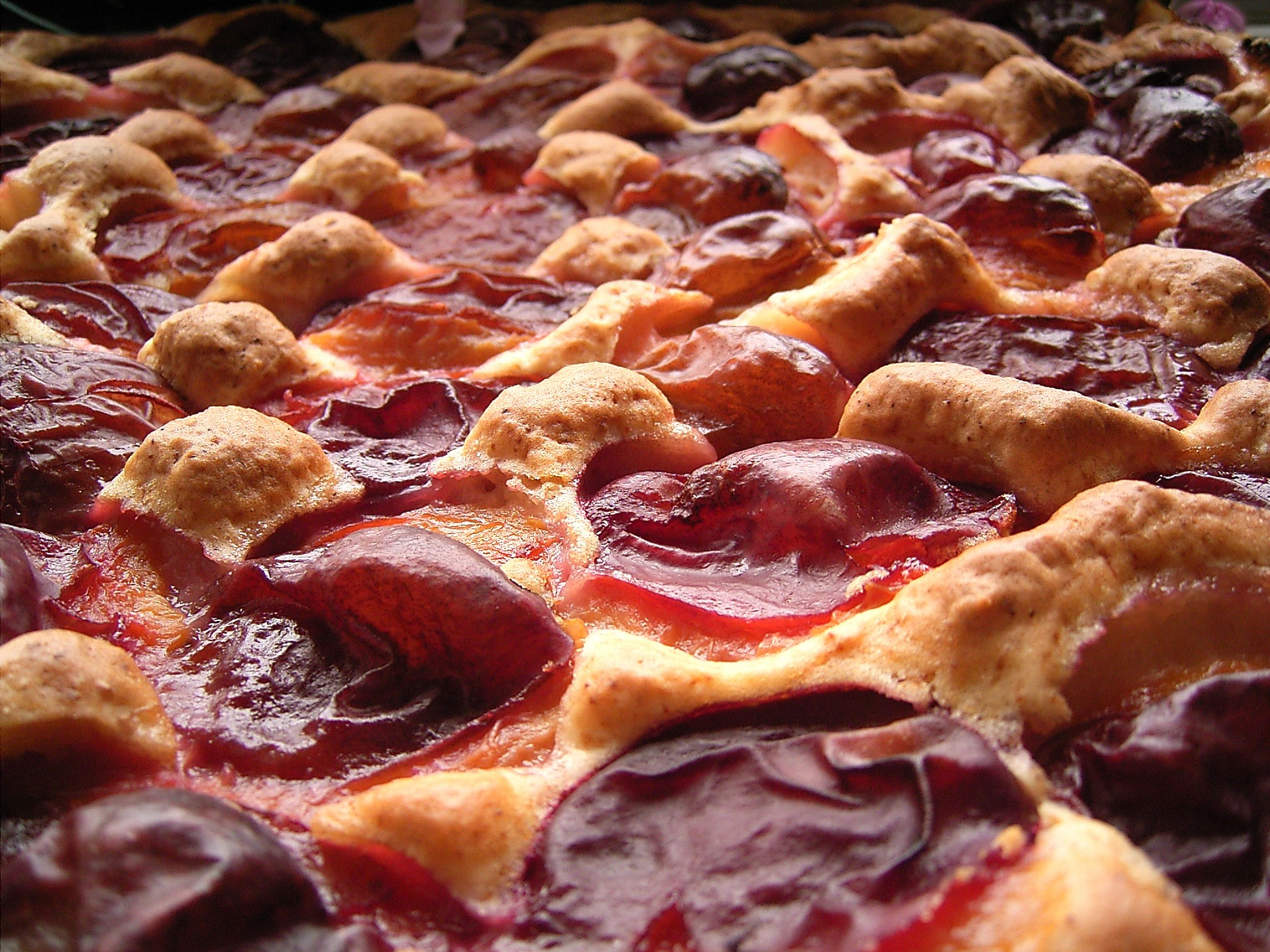
Bánh mận
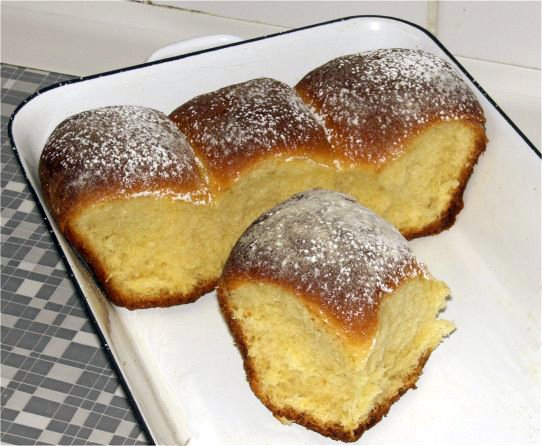
Buchteln
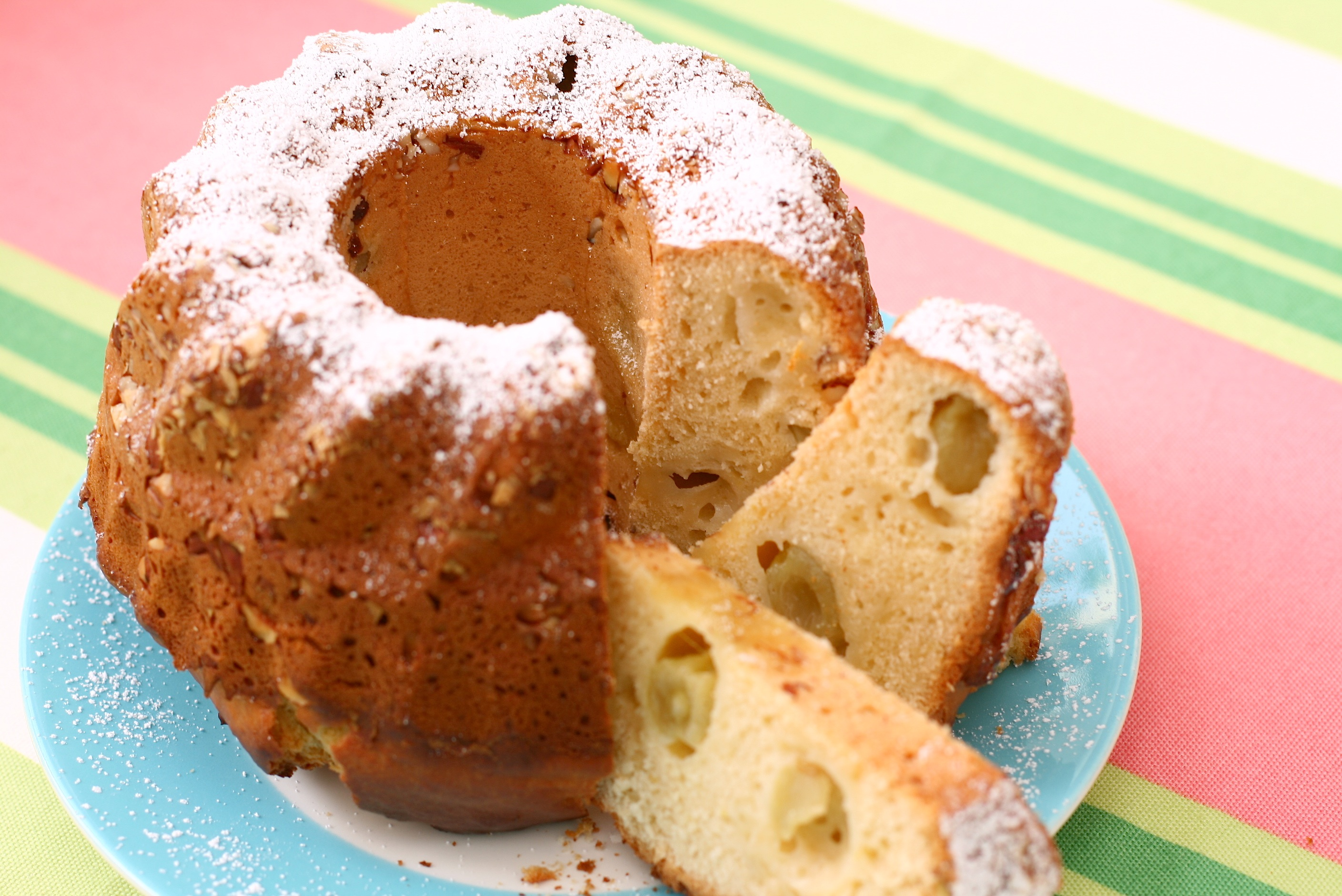
Bánh Bundt với nho
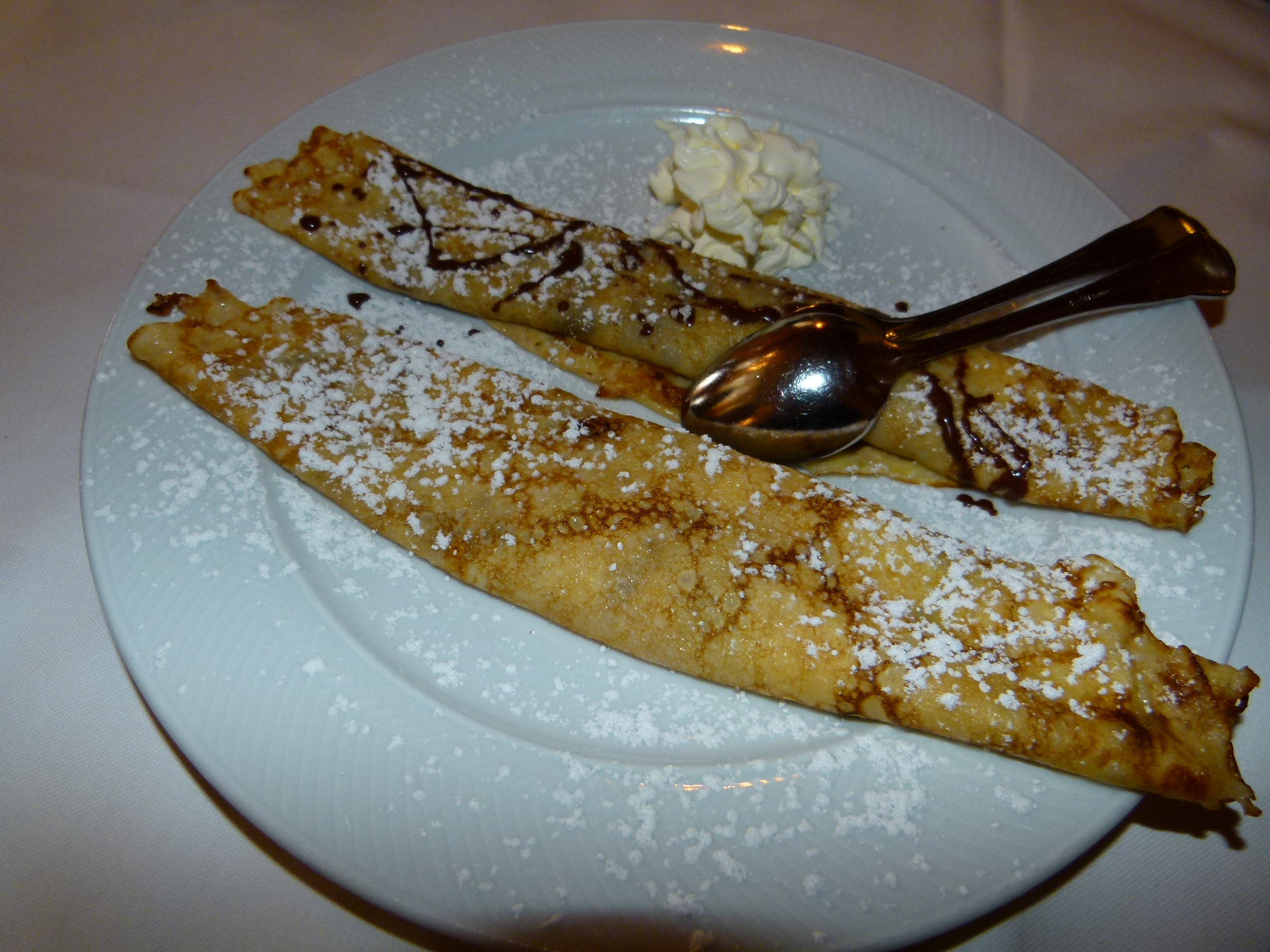
Palatschinken
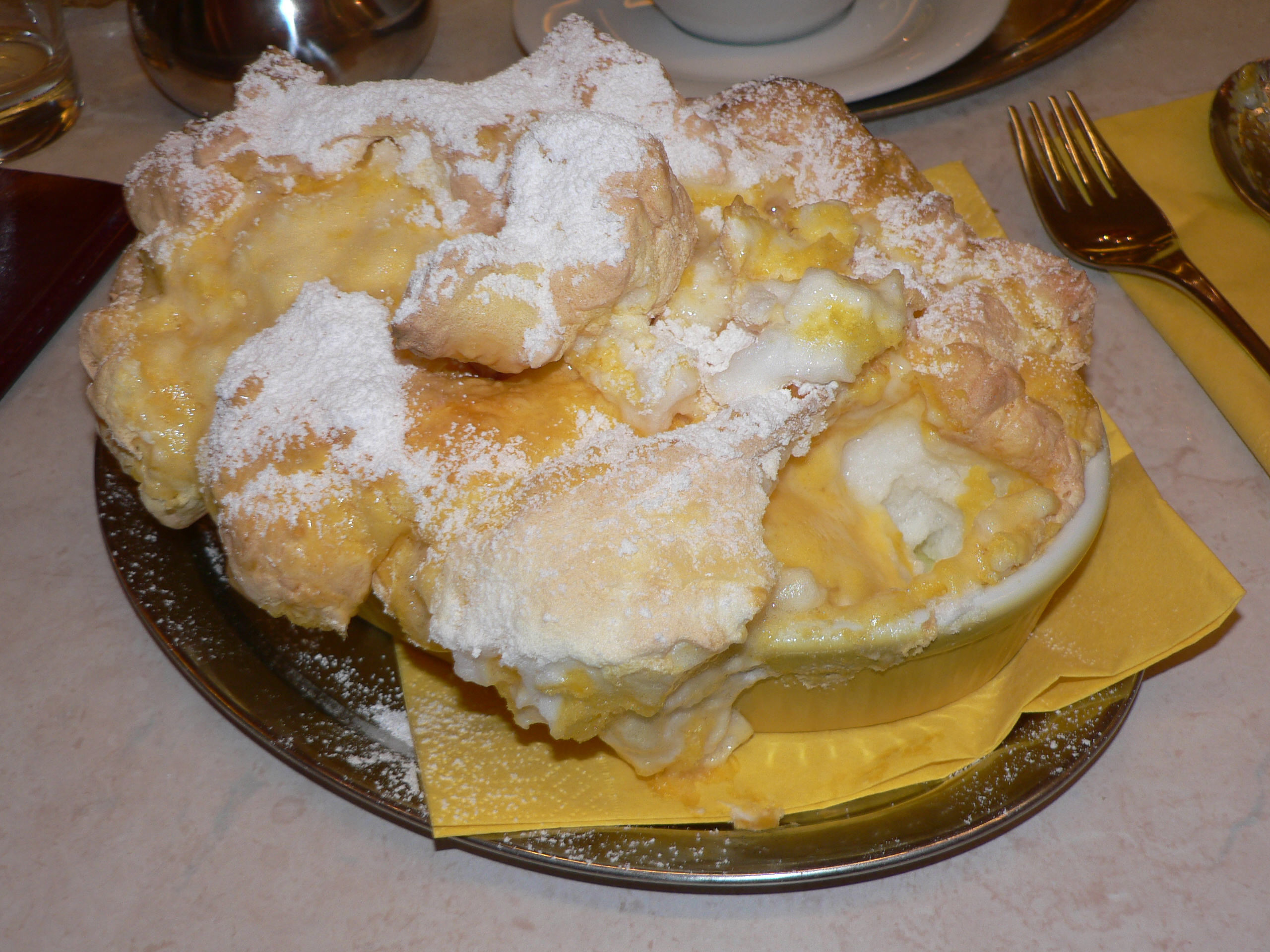
Salzburger Nockerln
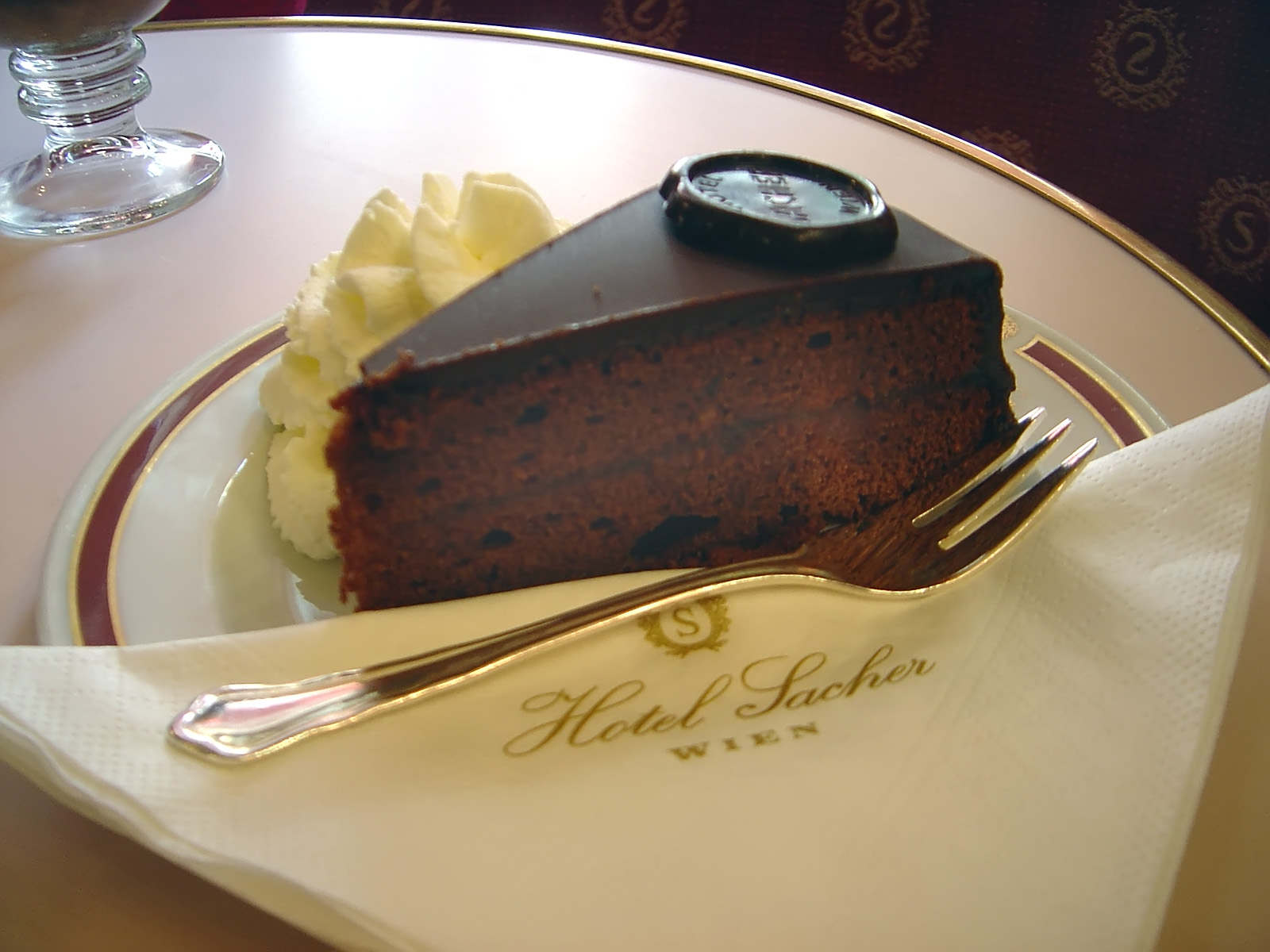
Sachertorte
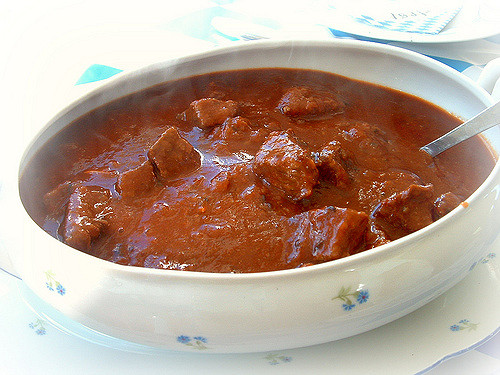
Saftgulasch